# Jurnalul Annei Frank
Jurnalul Annei Frank, publicat într-o traducere recentă sub titlul Jurnalul unei tinere fete, (în neerlandeză Het Achterhuis, în traducere „Anexa secretă”) este o carte formată din fragmente dintr-un jurnal intim în limba neerlandeză ținut de fetița evreică Anne Frank în cei doi ani cât a stat ascunsă, împreună cu familia ei, în perioada ocupației naziste a Țărilor de Jos. Însemnările sunt realizate începând din 12 iunie 1942, înainte de mutarea familiei Frank în ascunzătoare, și se întind pe aproape tot parcursul recluziunii forțate (6 iulie 1942 – 4 august 1944). Cei opt locuitori ai Anexei Secrete (patru membri ai familiei Frank și alți patru localnici evrei) au fost arestați în 4 august 1944, iar Anne Frank a murit de tifos în lagărul de concentrare Bergen-Belsen la începutul anului 1945. Jurnalul a fost salvat de secretara Miep Gies, care l-a dat tatălui Annei, Otto Frank, singurul supraviețuitor cunoscut al familiei, imediat după încheierea războiului.
Publicat pentru prima dată în 1947 sub titlul Het Achterhuis. Dagboekbrieven van 14 Juni 1942 – 1 Augustus 1944 (Anexa secretă. Note de jurnal din 14 iunie 1942 – 1 august 1944) de editura Contact din Amsterdam, jurnalul a beneficiat de o atenție sporită din partea publicului și a criticilor literari odată cu publicarea în 1952 a traducerii sale în limba engleză Anne Frank: The Diary of a Young Girl de către editurile Vallentine, Mitchell & Co. (Marea Britanie) și Doubleday & Company (SUA). Versiunea publicată este o combinație între versiunea originală a jurnalului și versiunea refăcută ulterior de Anne Frank.
Popularitatea sa a inspirat piesa Jurnalul Annei Frank (1955) scrisă de soții Frances Goodrich și Albert Hackett, care au adaptat-o apoi pentru filmul omonim din 1959. Cartea a fost publicată în peste 70 de limbi străine și este inclusă în mai multe liste ale celor mai bune cărți publicate în secolul al XX-lea.
Dreptul de autor asupra versiunii în limba neerlandeză a jurnalului, publicat în 1947, a expirat la 1 ianuarie 2016, la 70 de ani după moartea autoarei, ca urmare a unei norme generale ce reglementează legislația drepturilor de autor în țările Uniunii Europene. După această dată, versiunea originală în limba neerlandeză a devenit disponibilă online, dar Fondul Anne Frank (fundația elvețiană care deține drepturile de autor) a anunțat că drepturile de autor sunt încă în vigoare deoarece Otto Frank ar fi coautorul legal al jurnalului ca urmare a combinării însemnărilor din ambele versiuni ale jurnalului (care erau incomplete și parțial suprapuse) și transformarea acestora într-un „fel de colaj”.
În anul 2009 organizația internațională UNESCO a inclus manuscrisele Jurnalului Annei Frank în Registrul Memoria Lumii a documentelor cu o valoare universală excepțională.

## Rezumat

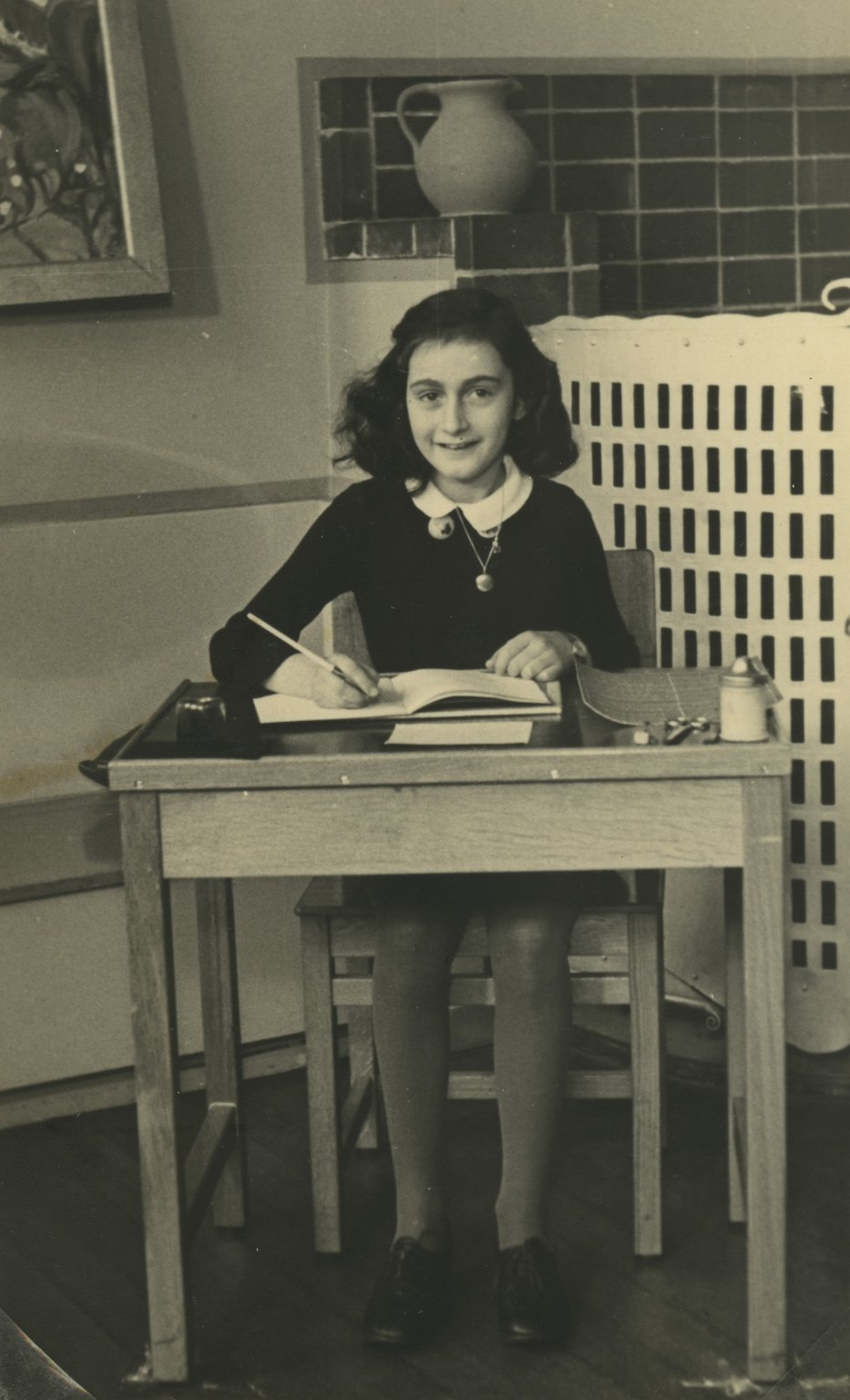
Anne Frank în 1940.

Anne Frank, o fetiță evreică din Amsterdam, primește un jurnal cu coperți albe și roșii în ziua de 12 iunie 1942, cu prilejul aniversării vârstei de 13 ani. După o scurtă introducere pe 12 iunie, ea începe să noteze primele însemnări două zile mai târziu, descriindu-și familia și colegii de școală, unele întâmplări școlare și flirtul cu Hello Silberberg; ea menționează periodic schimbările survenite în viața evreilor după ocuparea Țărilor de Jos de către Germania Nazistă (obligația de a purta Steaua lui David, interdicția de a călători cu mijloacele de transport sau de a se afla pe stradă în orele nopții, interdicția de a frecventa teatrele, cinematografele, terenurile de sport sau alte locuri de divertisment, obligarea elevilor evrei de a frecventa doar școli evreiești etc.). Resimțind lipsa unor prieteni adevărați, fata decide pe 20 iunie 1942 să-și numească jurnalul „Kitty”, dorind ca acesta să devină o prietenă răbdătoare căreia să îi poată împărtăși cele mai intime gânduri și sentimente.
Ziua de 5 iulie 1942 aduce o schimbare profundă în viața familiei Frank. Margot, sora mai mare a Annei în vârstă de 16 ani, primește o citație de la SS prin care este anunțată că urmează să fie deportată într-un lagăr de muncă. În dimineața zilei următoare familia Frank își părăsește locuința din Merwedeplein și se mută într-o ascunzătoare pregătită din timp în camerele din colțul din spate al sediului Opekta de pe malul canalului Prinsengracht, ascunzătoare cunoscută doar de câțiva angajați de încredere ai companiei. O săptămână mai târziu, pe 13 iulie, într-o perioadă de intensificare a persecuțiilor la adresa evreilor, sosesc aici alte trei persoane: soții van Daan și fiul lor adolescent, Peter. Existența intră curând în rutină, dar spațiul îngust provoacă unele conflicte domestice între soții van Daan, între doamnele Frank și van Daan, precum și între Anne și cele două femei. În august 1942, la sugestia domnului Kraler, ușa de la intrarea în anexă este mascată cu o bibliotecă turnantă confecționată de magazionerul Vossen. Dentistul evreu Albert Dussel li se alătură în „anexă” pe 16 noiembrie 1942, iar Anne este nevoită să-și împartă camera cu el. Noul refugiat îi anunță că majoritatea prietenilor și cunoscuților evrei ai celor două familii fuseseră deportați în lagăre de concentrare, iar Anne devine conștientă de norocul de a se fi ascuns la timp.

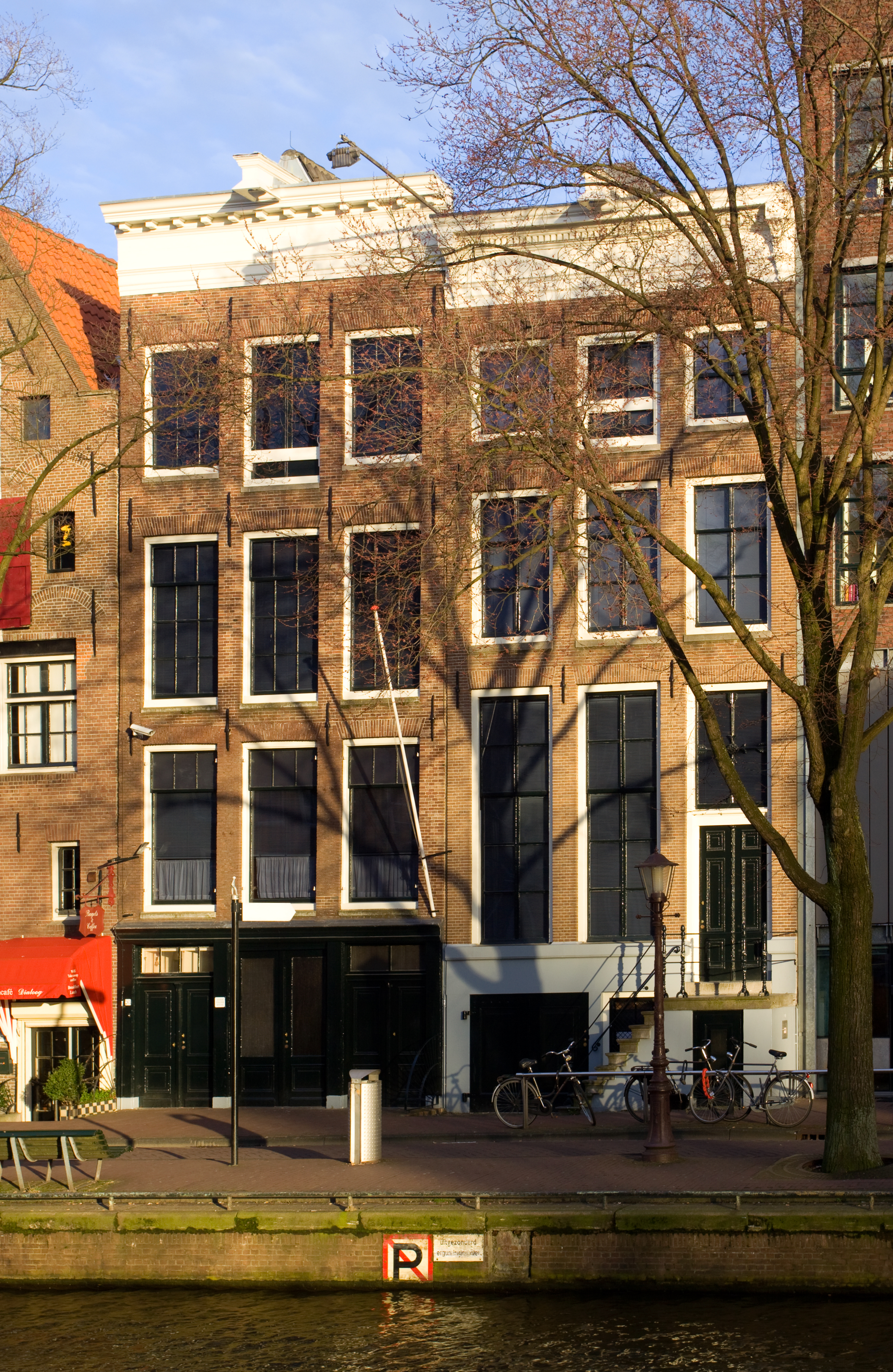
Fațada dinspre canal a fostei clădiri Opekta.

Fata începe să fie copleșită de singurătate, simțind că familia nu poate suplini prezența prietenelor de altădată și că mama ei nu o înțelege și o consideră obraznică. Își continuă educația școlară în „anexă”, învățând limbi străine, citind cărți și scriind în jurnal. Lectura îi îmbunătățește constant abilitățile literare, iar însemnările din jurnal devin mai complexe: Anne realizează descrieri critice ale mediului social și ale persoanelor cu care împarte ascunzătoarea, prezintă bucuria celebrării unor sărbători (Crăciunul, Hanuka), teama cauzată de spargerile realizate de hoți, dar și conflictele permanente cu mama ei și cu Dussel cauzate de nemulțumirea că este tratată ca un copil. Clădirea este vândută de proprietar în februarie 1943, fără a-i înștiința pe chiriași, iar noul proprietar sosește pentru a inspecta spațiul, fără a pătrunde în „anexă”, și nu se mai întoarce niciodată. În vara anului 1943 au loc primele bombardamente aliate asupra Amsterdamului, aducând refugiaților speranța că războiul se va încheia curând. Agravarea situației militare a Germaniei produce repercusiuni pe plan intern: arestările se întețesc, atacurile hoților sunt tot mai dese, iar alimentele devin tot mai rare și mai scumpe, ceea ce duce la deteriorarea condițiilor de viață a locuitorilor „anexei”.
La începutul anului 1944 Anne Frank își descoperă propria sexualitate și începe să se apropie de Peter van Daan în căutarea prieteniei, descriindu-și în jurnal gândurile sale cu privire la dragoste. Cei doi se retrag deseori la mansardă pentru a discuta și a se cunoaște mai bine, dar Anne înțelege după un timp că Peter are un caracter slab și decide ca relația lor să fie doar una de prietenie. Cuvântarea ministrului Gerrit Bolkestein ținută pe 28 martie 1944 la Radio Oranje cu privire la valoarea documentară a mărturiile scrise ale suferințelor îndurate de neerlandezi în timpul ocupației naziste o determină pe Anne să își rescrie jurnalul, dorind să-l publice ulterior. Într-o însemnare din 5 aprilie 1944, ea își exprimă dorința de a deveni o scriitoare celebră, afirmând: „vreau să continui să trăiesc, chiar și după ce am murit”. Anne scrie din ce în ce mai mult despre război, despre credința în Dumnezeu, despre feminism și despre spulberarea idealurilor.
Jurnalul se încheie brusc. Ultima însemnare, datată 1 august 1944, are un caracter introspectiv, de analiză și autocritică, descoperind cele două laturi ale personalității Annei: una exterioară, amuzantă și exuberantă, și alta interioară, calmă, serioasă și profundă. Trei zile mai târziu, o echipă a Grüne Polizei condusă de Oberscharführer-ul SS Karl Silberbauer de la Sicherheitsdienst (SD) a pătruns în „anexă” și i-a arestat pe toți cei opt refugiați.

## Persoane menționate
Principalele persoane menționate în jurnal sunt următoarele:
- Anne Frank — autoarea jurnalului, o fata inteligentă, comunicativă și activă aflată în perioada de trecere de la pubertate la adolescență.[43] Ea însăși simte că are două laturi: o latură exuberantă și amuzantă și o latură „mai frumoasă, mai pură și mai profundă”.[43] Obiceiul său de a spune adevărul și încăpățânarea sa o fac să intre în conflict cu ceilalți ocupanți ai „anexei” (doamna Frank, soții van Daan, Dussel).[43] În jurnal își exprimă opiniile cu privire la diferite subiecte, își analizează propriile trăiri și descrie cu atenție mediul în care trăiește.[44] Ea își dorește să devină jurnalistă și apoi o scriitoare celebră, afirmând pe 5 aprilie 1944: „vreau să continui să trăiesc, chiar și după ce am murit”.[41] În primăvara anului 1944 se îndrăgostește de Peter van Daan, dar, după ce-l cunoaște mai bine, decide să-l considere doar un bun prieten și nu un iubit.[38] Personajul se maturizează în captivitatea forțată, reușind să-și formeze identitatea într-un mediu ostil.[38]
- Otto Frank (alintat Pim)[38] — tatăl iubitor al Annei, originar dintr-o veche familie de evrei germani.[45] Nu a urmat școli evreiești și nici nu a studiat limba ebraică și religia iudaică.[45] A lucrat ca bancher la Frankfurt, dar și-a pierdut slujba în perioada Marii Crize Economice, care a diminuat semnificativ averea familiei.[46] A imigrat în Țările de Jos în 1933, după ascensiunea naziștilor la putere în Germania, și a înființat și administrat filiala neerlandeză a companiei Opekta (din 1933) și compania Pectacon (din 1938) care comercializau pectină și condimente pentru producerea cârnaților.[47] Prevăzător, pregătește din timp ascunzătoarea și ulterior devine o pildă de altruism și curaj, întreținând speranța celor ascunși.[48] Este interesat să le ofere fiicelor lui o „educație culturală germană clasică”,[49] iar, ca urmare a diplomației și blândeții sale, devine singura persoană de la care Anne acceptă sfaturi și dojeni.[38] Otto Frank este singurul supraviețuitor al Holocaustului dintre cei opt ocupanți ai „anexei secrete”.[50]
- Edith Frank — mama Annei, originară dintr-o familie prosperă care avea legături puternice cu iudaismul.[45] Este o femeie inteligentă și rafinată, care se adaptează greu stilului de viață din „anexă”; spre deosebire de Anne, Edith este o persoană rezervată, calmă și serioasă, iar diferența de caracter conduce la conflicte frecvente între mamă și fiică.[48] Ea încearcă să se apropie de Anne, dar fata rămâne nereceptivă deoarece credea că o mamă trebuia privită ca un model, nu ca o prietenă.[48]
- Margot Frank — sora mai mare a Annei, foarte apropiată de mama ei, împreună cu care mergea periodic la sinagogă, spre deosebire de Otto și Anne care preferau să meargă doar de sărbători.[48] Are o fire blândă și liniștită și, din moment ce este ascultătoare, are relații bune cu toți ocupanții „anexei”.[48] Își dorește să devină învățătoare sau asistentă medicală și își exprimă dorința de a imigra în Palestina.[48] Potrivit Annei, Margot ținea și ea un jurnal, care a dispărut după pătrunderea naziștilor în „anexă” și nu a mai fost niciodată recuperat.[48]
- Hans van Daan (nume real: Hermann van Pels) — expert în condimente de origine germană, angajat în compania lui Otto Frank datorită calităților și cunoștințelor sale.[51] Își petrece timpul în „anexă” confecționând sau reparând diferite articole casnice.[51] Se plânge de lipsa alimentelor și mai ales a tutunului, fiind un fumător înrăit.[51] Are opinii pertinente, dar cam pesimiste în privința politicii și își susține punctele de vedere cu încăpățânare.[51]
- Petronella van Daan (nume real: Auguste van Pels) — soția lui Hans van Daan, femeie nervoasă, orgolioasă și egocentrică.[51] Preia voluntar sarcina gătitului în „anexă”, fiind ordonată și plină de energie; se ceartă permanent cu soțul ei și cu celelalte femei pentru diferite nimicuri și o consideră obraznică pe Anne, adesea comportându-se isteric.[51] Este o persoană prietenoasă și cochetă și flirtează periodic cu Otto Frank și cu Dussel.[51]
- Peter van Daan (nume real: Peter van Pels) — fiul adolescent al soților van Daan. Este deranjat că părinții îl tratează ca pe un copil și se ceartă de multe ori cu ei.[51] Are o fire liniștită și tăcută și este timid cu fetele.[51] Nu are multă încredere în el și nu se consideră inteligent; între Anne și Peter se înfiripă o relație de prietenie, cu accente romantice.[39] Naturile lor diferite (optimismul și caracterul activ al Annei, negativismul, indecizia și înclinația spre trândăveală a lui Peter) au făcut-o pe Anne să concluzioneze că Peter are un caracter slab și să-l considere doar un prieten.[39]
- Albert Dussel (nume real: Fritz Pfeffer) — un dentist de origine germană, care s-a refugiat în Țările de Jos în 1938, după Noaptea de cristal, și s-a alăturat grupului de refugiați în noiembrie 1942.[39] El era în mod normal un om liniștit și prietenos, dar despărțirea de logodnica sa creștină și durerile artritice îl fac să devină nervos.[39] Anne, care împarte o cameră îngustă cu el, îl descrie într-un mod negativ: Dussel este greu de cap, meschin și cu o perspectivă îngustă cu privire la educația copiilor, crezând că copiii trebuie văzuți, dar nu și auziți; din acest motiv, Anne, aflată permanent în mișcare și vorbind neîncetat, îi creează permanent o stare de iritare.[39]

## Context

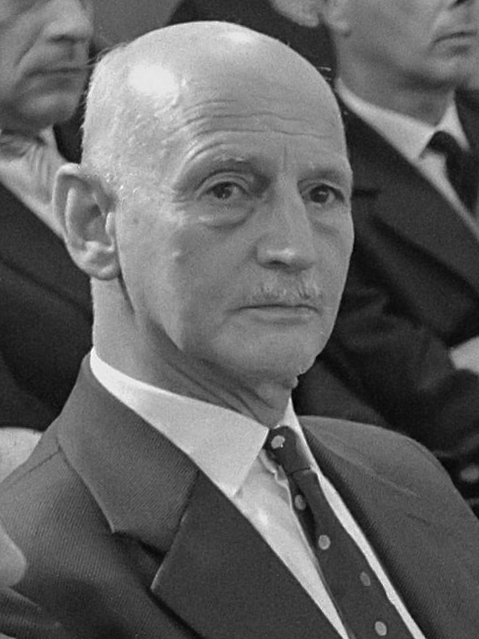
Otto Frank în 1961. Prevăzător, el a amenajat ascunzătoarea familiei.

În timpul ocupației naziste a Țărilor de Jos, Anne Frank a primit un jurnal alb ca unul dintre cadourile oferite ei de părinți cu ocazia aniversării vârstei de 13 ani, pe data de 12 iunie 1942. Potrivit Casei Anne Frank, albumul cu coperți alb-roșii, pe care Anne îl folosea ca jurnal, nu era de fapt o surpriză, deoarece ea îl alesese cu o zi înainte când a intrat împreună cu tatăl ei într-o librărie de lângă casa ei. Ea a început să scrie în jurnal pe 14 iunie 1942, două zile mai târziu.
Pe 5 iulie 1942 sora mai mare a Annei, Margot, a primit o citație oficială de la autoritățile SS de pe teritoriul ocupat al Țărilor de Jos prin care era informată că urmează să fie deportată într-un lagăr de muncă nazist din Germania și în ziua următoare, 6 iulie, Margot și Anne, împreună cu tatăl lor, Otto, și cu mama lor, Edith, au intrat în ascunzătoarea pregătită din timp. Lor li s-au alăturat, pe 13 iulie 1942, Hermann van Pels, un angajat evreu al lui Otto, împreună cu soția Auguste și cu fiul adolescent Peter. Ascunzătoarea lor se afla la camerele superioare ale anexei din spatele clădirii în care se afla sediul companiilor lui Otto Frank din Amsterdam.
Otto Frank deschisese la Amsterdam în 1933 o reprezentanță comercială a companiei germane Opekta, care a fost denumită Opekta Amsterdam. El a fost autorizat să producă și să vândă pectină, o substanță folosită în producerea gemurilor. După invadarea Țărilor de Jos de către Germania Nazistă în mai 1940, Otto a conferit afacerilor sale un aspect „arian” prin transferul controlului către apropiații săi neevrei, care au condus companiile până la sfârșitul celui de-al Doilea Război Mondial. Primul transport de evrei din Țările de Jos în Germania a avut loc pe 15 iulie 1942 și a fost format în principal din evrei germani imigrați începând din ianuarie 1933, iar Otto Frank era aproape sigur că membrii familiei lui vor fi incluși în acest prim transport.
Camerele în care se ascundeau cei opt evrei se aflau în spatele unei biblioteci mobile în aceeași clădire cu sediul Opekta. Dentistul doamnei van Pels, Fritz Pfeffer, li s-a alăturat patru luni mai târziu, pe 16 noiembrie 1942. În versiunea publicată a jurnalului, numele personajelor au fost schimbate: familia van Pels a fost denumită Van Daan, iar Fritz Pfeffer a primit numele Albert Dussel. Cu ajutorul unui grup de angajați de încredere ai lui Otto Frank, ei au rămas ascunși acolo timp de doi ani și o lună.
În august 1944 cei opt evrei care se ascundeau au fost descoperiți și deportați în lagărele de concentrare naziste. S-a crezut mult timp că au fost trădați, deși există indicii că descoperirea lor ar fi putut fi accidentală și că raidul poliției a vizat de fapt comerțul clandestin cu cartele de alimente. Dintre cele opt persoane, doar Otto Frank a supraviețuit războiului. Anne a murit de tifos, la vârsta de 15 ani, în lagărul de concentrare Bergen-Belsen. Data exactă a morții ei nu este cunoscută și s-a crezut mult timp că ar fi la începutul lunii martie, cu câteva săptămâni înainte ca prizonierii să fie eliberați de trupele britanice în aprilie 1945. Cu toate acestea, cercetările noi, efectuate în 2015, indică faptul că Anne ar fi murit în februarie.

## Variante

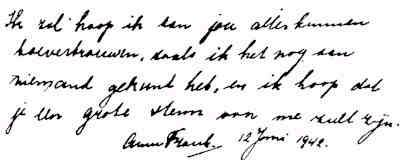
Textul unei scrisori incluse în Jurnalul Annei Frank.

Jurnalul manuscris original este conținut în trei volume salvate și păstrate. Primul volum (albumul cu coperți alb-roșii) acoperă perioada cuprinsă între 12 iunie și 5 decembrie 1942. Când albumul original a fost plin, tatăl Annei a reușit să obțină caiete de exerciții și registre vechi în care fata să continue să-și noteze întâmplările din „Anexa secretă”, așa cum a ajuns să fie cunoscută ascunzătoarea. Din moment ce însemnările în cel de-al doilea volum păstrat (un caiet de exerciții școlare cu copertă neagră) încep în 22 decembrie 1943 și se încheie pe 17 aprilie 1944, se presupune că volumul sau volumele originale care acoperă perioada 6 decembrie 1942 – 21 decembrie 1943 au fost pierdute. Cu toate acestea, această perioadă lipsă este acoperită de versiunea rescrisă ulterior de Anne. Al treilea volum păstrat (un caiet de exerciții școlare cu coperți verzi-aurii, format din pagini rupte de Margot dintr-o carte de exerciții la chimie) conține însemnări din 17 aprilie până în 1 august 1944, când Anne a scris pentru ultima oară în jurnal înainte de arestarea ei.

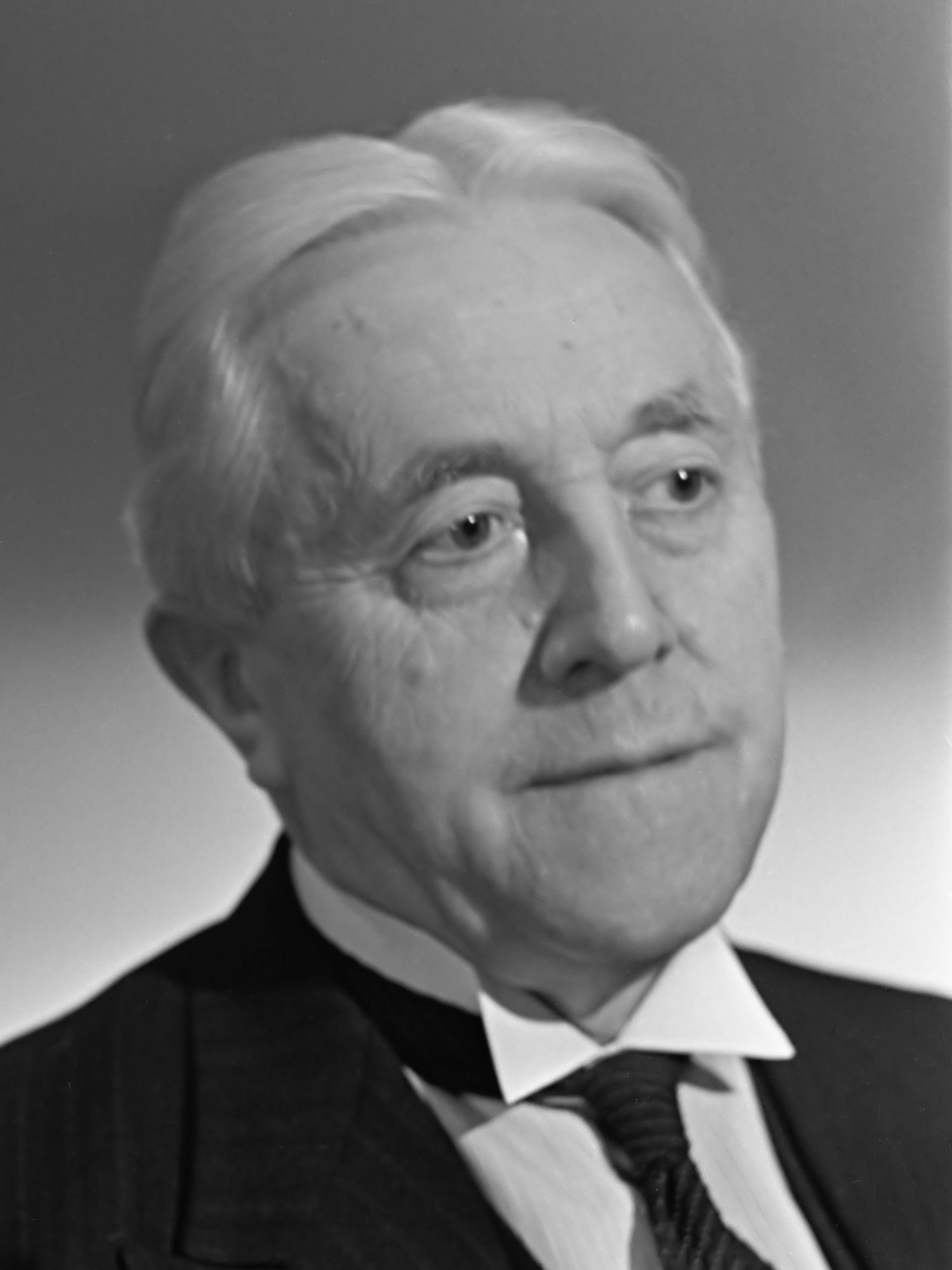
Ministrul Gerrit Bolkestein (1944).

La începutul anului 1944 ministrul educației, artelor și științelor din guvernul neerlandez în exil Gerrit Bolkestein a ținut o cuvântare în emisiunea Radio Oranje (transmisă de la Londra de postul de radio BBC European Service și adresată locuitorilor teritoriilor ocupate ale Țărilor de Jos), în care a spus că, după război, vor trebui adunate și publicate toate mărturiile scrise ale suferințelor îndurate de neerlandezi în timpul ocupației naziste, printre care și jurnalele. Printre cei care au ascultat emisiunea a fost și fetița Anne Frank, care ținea deja de doi ani un jurnal intim. Anne descria astfel acel moment într-o însemnare din 29 martie 1944:
| “            | Ieri seară, ministrul Bolkestein a spus la Radio Oranje că după război se vor aduna jurnalele și scrisorile din această perioadă. Bineînțeles că toți au tăbărât numaidecât pe jurnalul meu. Gândește-te ce interesant ar fi dacă aș publica un roman despre Anexă. Dacă s-ar lua doar după titlu, oamenii ar crede că e vorba de un roman polițist. | ” |
| — Anne Frank | |   |

Comentariul său că el era interesat mai ales de jurnale și de scrisori a determinat-o pe tânăra diaristă evreică să-și refacă și să-și completeze jurnalul pe care-l ținea până atunci doar pentru propriul amuzament. Anne Frank își prezenta acolo propriile gânduri și descria cu candoare viața ei și a tovarășilor din ascunzătoare, începând să-și recunoască ambiția de a scrie literatură și de a o publica. Ea a scris o versiune nouă (denumită de cercetători versiunea B) pe foi volante de hârtie într-o perioadă de aproximativ zece săptămâni, din 20 mai 1944 până în 1 august 1944.

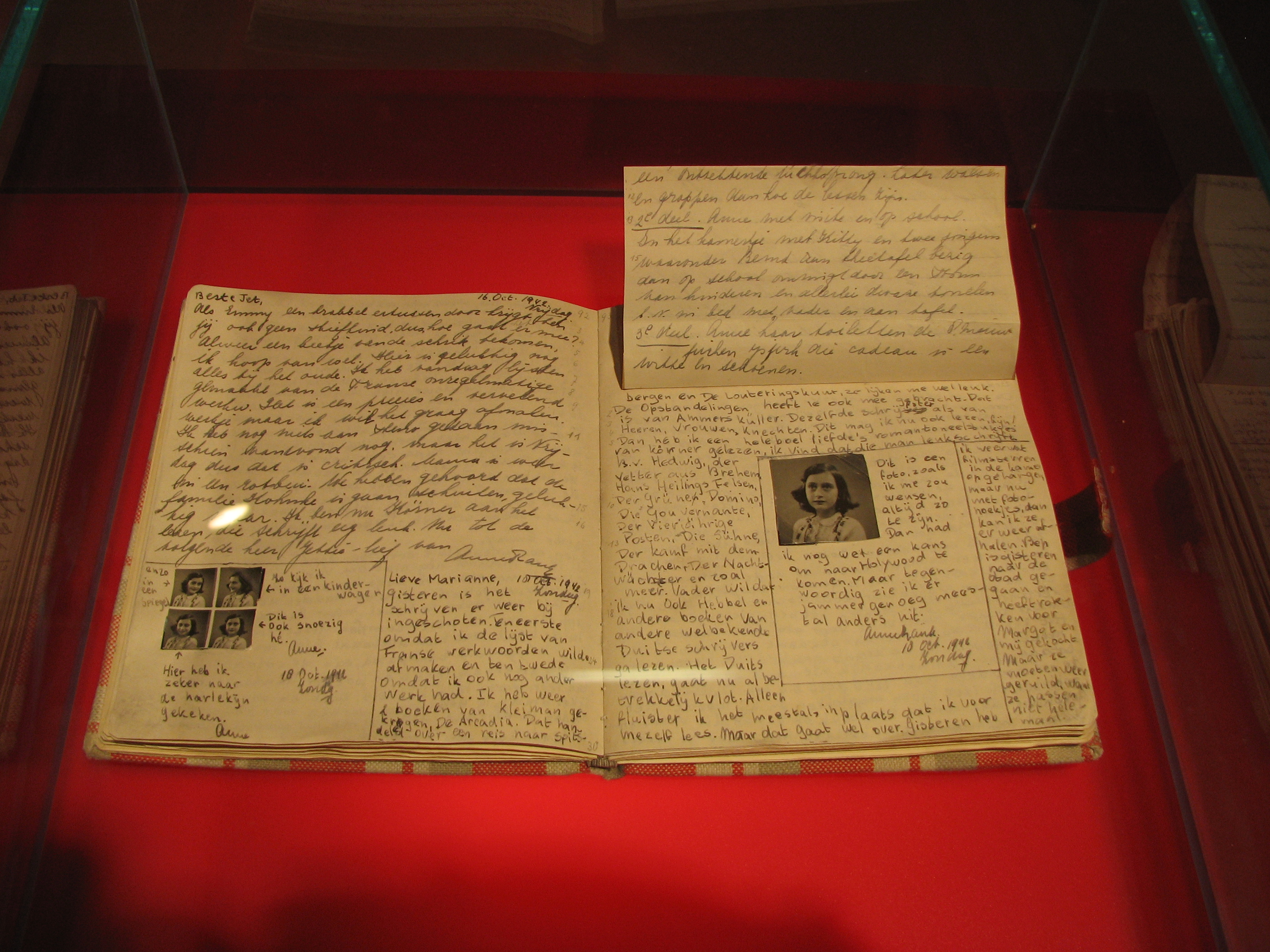
Însemnări din octombrie 1942 în albumul cu coperți alb-roșii.

Nu este clar dacă Anne Frank intenționa să scrie o operă literară de ficțiune sau de non-ficțiune, dar ea a început aproape imediat să-și copieze și să-și rescrie jurnalul pe foi volante, corectând unele pasaje, dezvoltându-le pe altele din memorie și eliminând unele pasaje pe care le considera neinteresante. Ea a schimbat atunci numele persoanelor care se ascundeau în anexă și pe cele ale protectorilor: membrii familiei Van Pels (Hermann, Auguste și Peter) au fost redenumiți van Daan (Hans, Petronella și Peter), Fritz Pfeffer a primit pseudonimul Albert Dussel, soții Jan și Miep Gies au devenit Henk și Miep van Santen, în timp ce protectorii Johannes Kleiman, Victor Kugler, Bep Voskuijl și Johannes Hendrik Voskuijl au primit numele Simon Koophuis, Harry Kraler, Elli Vossen și Hans Vossen; numele colegilor de școală au fost și ele modificate: Hannah Goslar – Lies Goosens, Sanne Ledermann – Sanne Houtman, Peter Schiff – Peter Wessel, Hello Silberberg – Harry Goldberg și Jacqueline van Maarsen – Jopie de Waal. Anne Frank a vrut să-și atribuie sieși numele Anne Aulis, dar l-a schimbat apoi în cel de Anne Robin. Ulterior, Otto Frank a restaurat numele membrilor familiei sale în edițiile publicate ale jurnalului, păstrând în rest toate celelalte pseudonime alese de Anne. Îngrijitorii ediției critice a jurnalului au schimbat numele celorlalte personaje în numele lor reale (cu excepția membrilor familiei van Dann și a lui Albert Dussel), iar în cazul în care unele persoane au dorit să-și păstreze anonimatul s-au folosit inițiale alese în mod aleatoriu de Rijkinstituut. Ultima însemnare din jurnal datează din 1 august 1944, cu trei zile înainte ca cele opt persoane din ascunzătoare să fie arestate de Grüne Polizei. Anne Frank și-a transformat astfel însemnările de jurnal într-un soi de roman de suspans „cu cheie”, având personaje, o acțiune intercalată cu episoade tensionate și comice, informații cu privire la context și reflecții ale naratoarei.
Caietele și foile volante care formează manuscrisul jurnalului au fost găsite pe podeaua ascunzătorii de către Miep Gies și Bep Voskuijl după arestarea familiei, dar înainte ca încăperile să fie golite de poliția neerlandeză și de SD. Ele au fost păstrate în siguranță și înmânate lui Otto Frank după război, împreună cu alte foi originale, atunci când moartea Annei a fost confirmată în toamna anului 1945.
În afară de jurnal Anne Frank a mai scris câteva povești, printre care „Florăreasa”, „Ursul care a descoperit lumea” și „Piticul cel isteț”, care au fost publicate ulterior în Țările de Jos într-un volum intitulat Verhalen rondom het Achterhuis (1949), apoi într-o ediție extinsă în 1960, și ulterior în 1983 în traducere engleză, în volumul Anne Frank's Tales from the Secret Annex, editat de Washington Square Press.

## Forma epistolară
Jurnalul nu este scris sub forma clasică a însemnărilor adresate sieși, ci are o formă epistolară în care aproape toate însemnările sunt adresate unei prietene imaginare numite Kitty, care este structurată de autoare ca un personaj aflat în exteriorul teritoriilor ocupate de germani. În opinia lui Rachel Feldhay Brenner, profesoară de studii semite și iudaice la University of Wisconsin-Madison, Anne Frank a creat intenționat un personaj îndepărtat geografic cu o minte neafectată de teroare și necunoscător al realității Holocaustului, iar corespondența Annei urmărește informarea personajului cu privire la viața chinuită din ascunzătoare și intensificarea implicării emoționale prin povestea ei.

### Kitty – alter ego al autoarei
Au existat mai multe presupuneri cu privire la identitatea sau sursa de inspirație a lui Kitty, care în manuscrisul revizuit al Annei este singurul destinatar al scrisorilor ei. Identitatea acestei Kitty a fost parțial rezolvată de Mirjam Pressler care a observat în cartea Anne Frank : a hidden life (2000) că Kitty este un personaj din seria de romane pentru adolescente Joop ter Heul a scriitoarei neerlandeze Cissy van Marxveldt, pe care Anne le citea cu aviditate. În prima variantă a jurnalului, Anne Frank scria scrisori către mai multe personaje din seria sus-menționată (Pop, Phien, Emmy, Marianne, Jetty, Loutje, Conny și Jackie), dar începând din 22 septembrie 1942 a decis să-i scrie doar lui Kitty din motive rămase încă neelucidate.
Profesorul Nigel Caplan de la University of Delaware a susținut că personajul Kitty, în construcția imaginară a Annei Frank, nu mai este personajul creat de Cissy van Marxveldt, ci devine însuși jurnalul. Această opinie este împărtășită și de alți cititori ai jurnalului. Prima însemnare din versiunea B (și singura care nu este concepută ca scrisoare) din 20 iunie 1942 conține următoarea explicație: „motivul pentru care am început un jurnal este că nu am o astfel de prietenă”, ceea ce explică textul plasat de ea la începutul jurnalului: „Sper că-ți voi putea împărtăși totul, așa cum n-am reușit cu nimeni altcineva până acum, și sper că-mi vei fi de mare ajutor.”. Statutul lui Kitty este prezentat mai apoi în versiunea B a jurnalului (datată 20 iunie 1942):
| “            | Și pentru a întări și mai mult în imaginația mea ideea prietenei îndelung așteptate, nu vreau doar să înșir faptele în acest jurnal așa cum fac toți ceilalți, vreau ca acest jurnal să fie prietena însăși, iar această prietenă se va numi Kitty. | ” |
| — Anne Frank | |   |

Anne a scris ulterior o poveste intitulată „Kitty” pe care a inclus-o în versiunea B a jurnalului, dar pe care Otto Frank nu a inclus-o în versiunea publicată (versiunea C) probabil din lipsă de spațiu și care lipsește, de asemenea, și din ediția critică. Personajul poveștii este un alter ego total opus Annei: este blondă, are ochi albaștri, o mamă iubitoare, un tată mort și șase frați (printre care unul numit Peter), dar mai ales este liberă să hoinărească oriunde-i place. Scrisoarea care precede această poveste în versiunea B a jurnalului începe cu „Dragă Anne” în loc de „Dragă Kitty”, iar repetarea aceleiași greșeli în însemnarea din 7 martie 1944 sugerează că Anne se identifica cu Kitty, pe care o vedea probabil ca o imagine a ei.

### Controverse cu privire la Kitty
În iunie 1986 jurnalistul și scriitorul neerlandez Sietse van der Hoek (n. 1943) a scris în articolul „Op zoek naar Kitty, de vriendin van Anne Frank” (în română În căutarea lui Kitty, prietena Annei Frank), publicat în cotidianul de Volkskrant, că numele adresantei scrisorilor ar fi fost inspirat de Käthe „Kitty” Egyedi, o prietenă a Annei din perioada de dinaintea începerii războiului. Kitty Egyedi a fost o colegă a Annei de la Școala Montessori nr. 6, care a locuit în Merwedeplein, dar prietenia lor s-a destrămat treptat, cu toate că la începutul lunii iulie 1942, cu puțin timp înainte de intrarea Annei în ascunzătoare, pare să fi avut loc o revigorare. Mai târziu Kitty a fost eliberată de ruși din lagărul de concentrare Theresienstadt și Otto Frank a păstrat legătura cu ea după război. Cu toate acestea, într-un interviu acordat ziarului de Volkskrant, Kitty Egyedi a spus că era flatată de această ipoteză, dar că se îndoia că jurnalul îi era adresat:
| “              | Din moment ce nu e meritul meu că Anne a scris jurnalul, nu văd de ce acum, dintr-o dată, trebuie să se concentreze atenția asupra mea. Îmi place că ea a folosit numele meu pentru toate prietenele ei. Dar numai Anne ar putea spune în ce măsură încă se mai gândea la mine. [...] S-ar putea ca ea să mă fi avut la început în minte atunci când a început să-i scrie lui Kitty. Dar Kitty a devenit după aceea atât de idealizată încât să-și aibă propria ei viață în jurnal, așa că, la un moment dat, nu mai contează cine este Kitty. Numele din jurnalul ei nu este meritul meu, sigur nu. | ” |
| — Kitty Egyedi | |   |

În replică, jurnalistul Theodor Holman a scris un articol intitulat „Anne Franks «Kitty» heeft nooit bestaan” (în română Kitty a Annei Frank nu a existat niciodată), care a apărut pe 13 iunie 1986 în cotidianul Het Parool și a fost republicat apoi pe 20 iunie 1986, în care afirma că adresanta scrisorilor, Kitty, era de fapt Kitty Franken, cea mai bună prietenă a eroinei Joop (Josephine) ter Heul din seria de cărți pentru fete a lui Cissy van Marxveldt.

## Istoria publicării

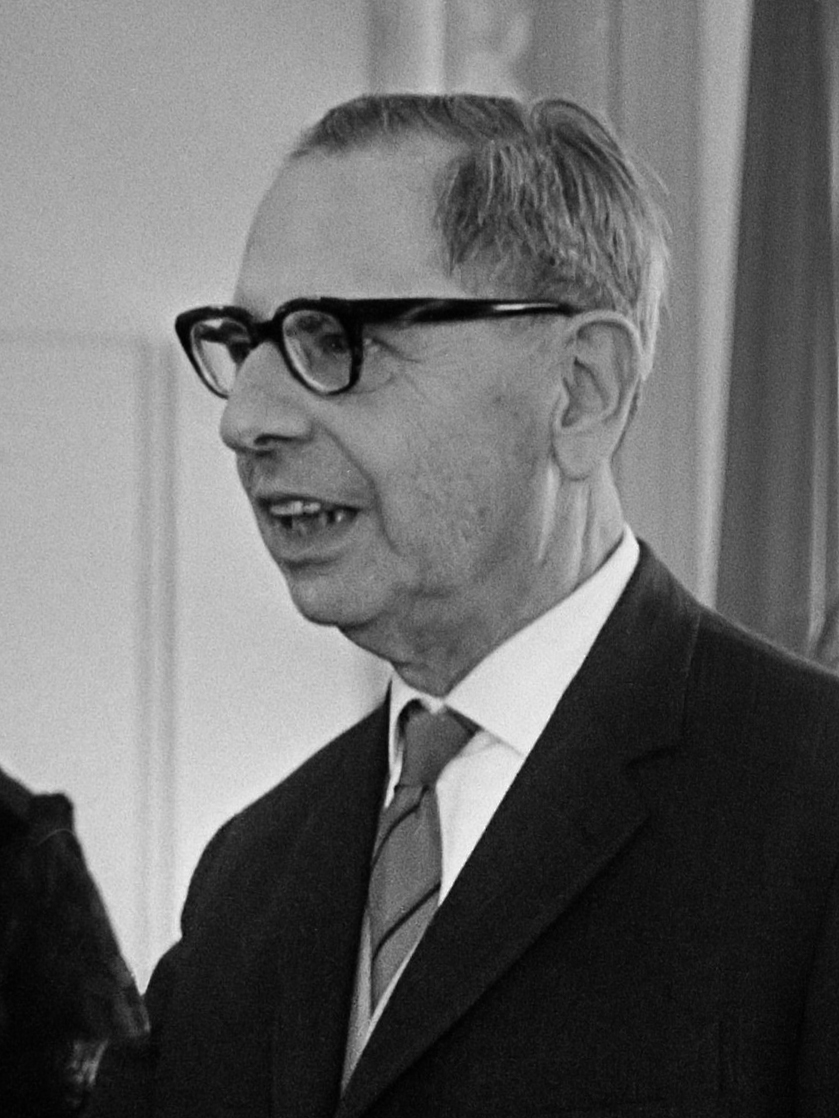
Kurt Baschwitz a fost una dintre primele persoane care au citit jurnalul și l-au îndemnat pe Otto Frank să-l publice.

Otto Frank a fost singurul membru al familiei sale (și singurul din cei opt evrei din ascunzătoare) care a supraviețuit Holocaustului și s-a întors la Amsterdam în iunie 1945. El a locuit inițial cu soții Miep și Jan Gies, care l-au ajutat în cei doi ani în care a trăit ascuns. A nutrit speranța că-și va regăsi fiicele, despre a căror soartă nu știa nimic, dar a aflat după o lună că ele muriseră în lagărul de concentrare Bergen-Belsen. Abia atunci, când s-a știut sigur că fata murise, Miep Gies i-a spus lui Otto Frank că, după razia Grüne Polizei în Anexa Secretă, a salvat mai multe caiete ale Annei; aceste caiete au fost predate tatălui fetei. Miep Gies nu a reușit să salveze toate hârtiile scrise de Anne: lipsește cel puțin unul dintre caietele care formează jurnalul original, în timp ce versiunea rescrisă pe foi volante după audierea discursului radiofonic al ministrului Bolkestein este, de asemenea, incompletă.
Există două versiuni ale jurnalului scris de Anne Frank: versiunea originală scrisă în albumul cu coperți alb-roșii și în cel puțin două caiete (versiunea A) și versiunea rescrisă în 1944 (versiunea B) după ce l-a auzit pe 28 martie 1944 la Radio Oranje pe ministrul Bolkestein spunând că, după război, vor trebui adunate și publicate toate mărturiile scrise ale suferințelor îndurate de neerlandezi în timpul ocupației naziste, printre care și jurnalele. Versiunea B a fost scrisă pe foi volante și nu este identică cu versiunea A, având adăugate unele părți, în timp ce altele au fost omise.

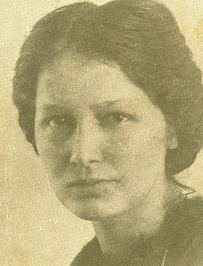
Scriitoarea Annie Romein-Verschoor a depus eforturi mari pentru publicarea jurnalului.

După ce a citit manuscrisul, Otto Frank a dactilografiat o copie a jurnalului pentru a fi citită de membrii familiei și de prieteni, omițând, potrivit istoricului Gerrold van der Stroom, anumite pasaje care ar putea ofensa persoanele aflate în viață sau remarcile Annei despre mama ei care „nu îi interesează pe ceilalți”. El a compus o variantă prescurtată (versiunea C) din cele două versiuni ale jurnalului Annei, pornind de la versiunea B rescrisă și completând-o cu pasaje din versiunea A și din povestirile care au fost publicate ulterior sub titlul Tales from the Secret Annexe; au fost eliminate pasajele pe care le-a considerat plictisitoare sau nerespectuoase la adresa memoriei fostei sale soții și a celorlalte persoane din ascunzătoare. Otto Frank a comentat mai târziu că nu și-a dat seama că Anne a păstrat o înregistrare atât de precisă și bine scrisă a evenimentelor petrecute în timpul cât au trăit ascunși; el a afirmat că citirea jurnalului a fost o activitate dureroasă pentru el și și-a amintit întâmplările descrise de fiica lui. Mișcat de dorința Annei de a deveni scriitoare, exprimată în mod repetat în jurnal, și de opiniile entuziaste ale prietenilor Kurt Baschwitz și Werner Cahn, el a început să ia în considerare publicarea jurnalului.
Ca urmare a interesului manifestat de cei care au citit textul, versiunea C a fost trimisă mai multor edituri din Țările de Jos (printre care Em. Querido's Uitgeverij și De Bezige Bij), care au refuzat publicarea. Editurile au justificat că nu mai exista un interes public pentru tema războiului sau că nu voiau să transforme moștenirea unui copil ucis într-un produs comercial, nerealizând importanța jurnalului ca document al suferinței evreilor în perioada Holocaustului. La sfârșitul lui martie 1946 Otto Frank a abordat-o pe scriitoarea și istorica neerlandeză Annie Romein-Verschoor și i-a oferit o copie a jurnalului. Ea a fost atât de impresionată de ceea ce a citit, încât a încercat să-l publice, căutând fără succes să găsească o editură care să accepte manuscrisul. Soțul ei, istoricul Jan Romein, care era interesat de abordarea (auto)biografică a istoriei, a publicat în 3 aprilie 1946 un articol intitulat „Kinderstem” („Vocea copilului”) pe prima pagină a ziarul Het Parool, în care prezenta jurnalul ca un instrument didactic pentru păstrarea vie a vigilenței împotriva dușmanilor umanității, ca o reflecție la adresa „stupidelor forțe distructive” ale „fascismului hidos” și ca o avertizare că trezirea „bestiei din interiorul fiecărei ființe umane” poate fi prevenită.
| “                                                                            | Din întâmplare, a ajuns în posesia mea un jurnal scris în timpul anilor de război. Institutul de Stat pentru Documentarea Războiului din Țările de Jos deține deja circa două sute de jurnale similare, dar aș fi foarte uimit dacă ar exista un altul la fel de pur, de inteligent și de uman ca acesta, care m-a făcut să uit tot ce trebuia să fac seara și să stau să-l citesc. Când am terminat era noapte și am fost surprins că lumina era aprinsă, că acolo aveam pâine și ceai de mâncat, că nu am auzit avioanele vâjâind și nici bocancii soldaților răsunând pe stradă, atât de intens m-a captivat lectura și m-a întors în lumea suprarealistă care s-a încheiat acum aproape un an. (...) Acest jurnal aparent inconsecvent al unui copil, acest „de profundis” murmurat de vocea tremurătoare a unui copil, expune toată hidoșenia fascismului, mai mult decât toate dovezile de la Nürnberg puse laolaltă. | ” |
| — Jan Romein, în articolul „Vocea copilului” din Het Parool, 3 aprilie 1946. | |   |

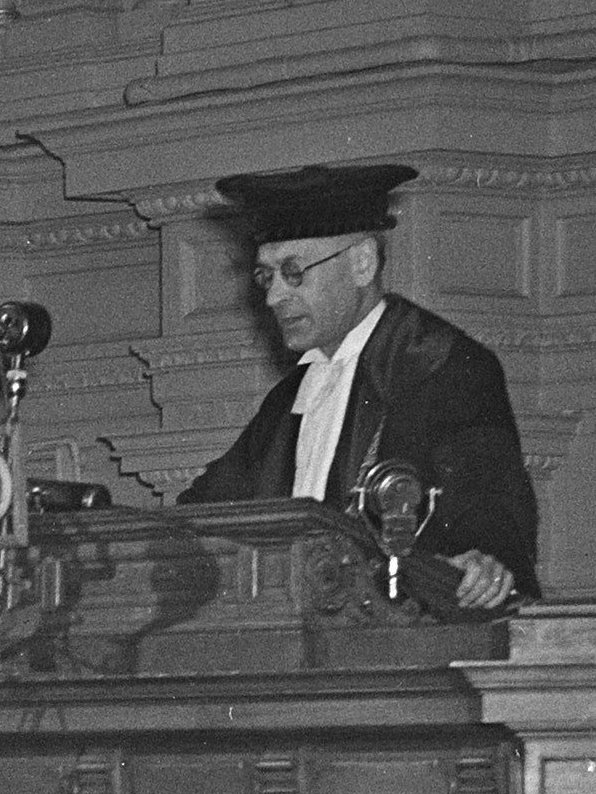
Profesorul Jan Romein a scris un articol care a avut un rol esențial în atragerea interesului public față de jurnal.

În aceeași zi Romein a început să fie căutat de reprezentanții mai multor edituri și i-a trimis la Cahn. Fred Batten, care lucra la acel moment la editura Contact din Amsterdam, a sunat la telefon, iar entuziasmul său l-a făcut pe Cahn să-i împrumute o copie. Editura Contact a acceptat publicarea jurnalului, dar directorul G.P. de Neve i-a comunicat lui Otto Frank că unele pasaje (ca de exemplu, însemnările care se referă la menstruație, precum și cea în care Anne povestește cum ea și o colegă de școală și-au pipăit sânii) i-ar putea ofensa pe anumiți cititori conservatori și a sugerat eliminarea lor. De asemenea, editorul a impus lungimea textului pentru a se potrivi seriei de cărți pe care o publica. Jurnalul a fost publicat pe 25 iunie 1947 sub titlul Het Achterhuis. Dagbrieven van 14 juni 1942 tot 1 augustus 1944 (Anexa secretă. Note de jurnal 14 iunie 1942 – 1 august 1944), cu o prefață scrisă de Annie Romein-Verschoor. Ulterior, Otto Frank a descris acel moment astfel: „Dacă Anne era aici, ar fi fost atât de mândră”. Recenziile cărții au fost entuziaste, jurnalul fiind considerat o mărturie personală emoționantă a războiului. Cartea s-a vândut bine, fiind epuizate rapid cele 1.500 de exemplare ale primului tiraj și retipărite alte cinci ediții în următorii trei ani.
Ca urmare a acuzațiilor din partea mai multor negaționiști ai Holocaustului că jurnalul era, de fapt, un fals a devenit necesară o reexaminare a manuscrisului original al jurnalului și o eventuală republicare completă. În 1986 a apărut la Amsterdam o ediție critică a Jurnalului Annei Frank care a inclus integral versiunile A și B și mai multe studii științifice extinse și s-a bazat pe cercetările efectuate de Institutul Neerlandez pentru Documentarea Războiului cu privire la autenticitatea jurnalului. Această ediție a fost publicată în trei volume cu un număr total de 714 pagini.
Ediția definitivă a Jurnalului Annei Frank a apărut în limba neerlandeză în 1991 și în limba engleză în 1996 și se bazează pe ediția critică; din această ediție continuă să lipsească totuși unele comentarii ale Annei Frank la adresa mamei ei, pe care Otto Frank le-a eliminat deoarece le considera dureroase. Această ediție a fost îngrijită de scriitoarea germană Mirjam Pressler, care a revizuit textul și a adăugat 25% mai mult material extras din jurnal.

### Descoperirea unor pasaje inedite
În septembrie 1998 au mai fost descoperite cinci file necunoscute ale manuscrisului original, care conțineau observații critice acide la adresa căsătoriei soților Frank (supoziția că această căsnicie nu s-ar fi întemeiat pe dragoste); cele cinci pagini ar fi fost oferite de Otto Frank lui Cornelis Suijk, fost director al Anne Frank Center USA, care nu le-a transferat însă Institutului Neerlandez pentru Documentarea Războiului sau Fundației Anne Frank din Amsterdam. Suijk a pretins că avea drept de publicare pentru cele cinci pagini și a anunțat că vrea să le vândă pentru a strânge bani pentru fundația sa din SUA, deși Institutul Neerlandez pentru Documentarea Războiului (proprietarul formal al manuscrisului) a cerut să îi fie predate; în cele din urmă, în anul 2000, Ministerul Educației, Culturii și Științei din Țările de Jos a acceptat să doneze 300.000 de dolari pentru fundația lui Suijk, iar cele cinci pagini i-au fost predate în 2001, fiind incluse începând de atunci în noile ediții ale jurnalului.
În mai 2018 prof.dr. Frank van Vree, directorul Institutului Neerlandez pentru Documentarea Războiului (NIOD) din Amsterdam, a anunțat că în urma unui control de rutină al stării jurnalului au fost descoperite pe două pagini câteva fragmente ascunse, pe care Anne le scrisese în 28 septembrie 1942 și le acoperise apoi cu o bucată de hârtie maro și care au putut fi descifrate acum cu ajutorul tehnologiei digitale. Fragmentele conțin 33 de linii cu gânduri personale privind sexualitatea, contracepția și prostituția, precum și patru glume obscene, pe care Anne le-a auzit de la ceilalți locuitori ai anexei secrete și de prin alte părți. Van Vree a spus că „oricine citește pasajele care au fost descoperite acum nu-și va putea reține un zâmbet”, adăugând că „glumele porcoase sunt obișnuite în rândul copiilor în creștere. Ele arată clar că Anne, în ciuda talentului ei, era mai presus de toate o fată obișnuită”.

## Traduceri
Cartea a devenit tot mai populară odată cu trecerea timpului, determinând un interes sporit al publicului pentru povestea Annei Frank, care a ajuns astfel să facă înconjurul lumii. Jurnalul Annei Frank a fost tradus în peste 70 de limbi străine; au fost vândute, până în anul 2017, peste 30 de milioane de exemplare în 60 de țări.

### Primele traduceri
Primele traduceri ale Jurnalului au fost publicate în anul 1950 în limbile germană și franceză. Traducerea în limba germană a fost realizată în 1946 de Anneliese Schütz (o jurnalistă germană care s-a refugiat în Țările de Jos după ascensiunea la putere a naziștilor și a devenit o prietenă a familiei Frank) după transcrierea dactilografiată a jurnalului de către Otto Frank și era destinată bunicii Annei, Alice Betty Frank (1865–1953), care nu cunoștea limba neerlandeză. Mai târziu, în preajma Crăciunului anului 1950, ea a fost publicată sub titlul Das Tagebuch der Anne Frank de către mica editură Verlag Lambert Schneider din Heidelberg, după ce marile edituri germane o refuzaseră; tirajul inițial a fost de 45.000 de exemplare, iar vânzările au fost moderate. În prima versiune germană publicată erau eliminate sau atenuate toate referirile negative ale Annei la germani, operațiune justificată potrivit revistei Der Spiegel de faptul că o carte care urma să fie publicată în Germania nu putea folosi un limbaj ofensator la adresa germanilor, în schimb sunt prezente referiri la sexualitate, care vor fi eliminate din ediția neerlandeză din 1947. Otto Frank nu a fost mulțumit de traducere, susținând că traducătoarea „era prea bătrână pentru această treabă, multe dintre expresiile ei erau pedante și nu într-un stil destul de tineresc”.
Jurnalul a fost tradus în limba franceză de Tylia Caren și Suzanne Lombard, iar traducerea lor a fost tipărită sub titlul Le Journal d'Anne Frank de către editura Calmann-Lévy din Paris în primăvara anului 1950. Prefața primei ediții era scrisă de istoricul și scriitorul romano-catolic francez Henri Daniel-Rops.

### Versiuni în limba engleză
În anul 1950 traducătoarea neerlandeză Rosey E. Pool (o fostă profesoară a Annei Frank la Liceul Evreiesc din Amsterdam) a efectuat prima traducere în limba engleză a Jurnalului, dar aceasta nu a fost însă niciodată publicată. Găsirea unei edituri britanice sau americane care să accepte publicarea jurnalului nu a fost ușoară, iar Otto Frank s-a confruntat cu numeroase respingeri. După cum i-a spus Otto Frank lui Meyer Levin, cartea a fost respinsă de editurile britanice Victor Gollancz Ltd, Heinemann, Allen & Unwin, Macmillan Publishers și Secker & Warburg și de editurile americane Charles Scribner's Sons, Viking Press, Vanguard Press, Simon & Schuster, Appleton-Century, Schocken Books, Alfred A. Knopf, Harper și Harcourt.

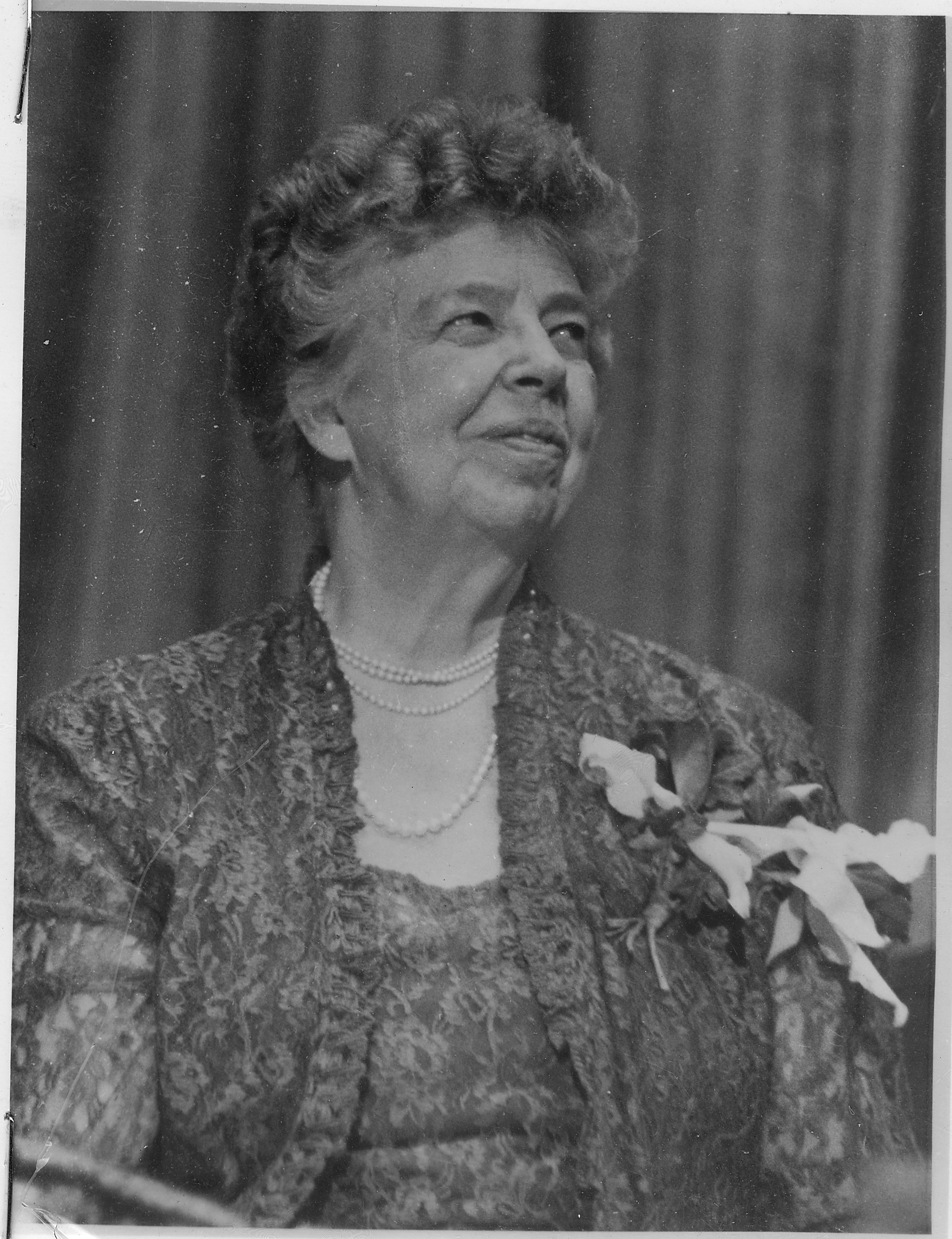
Eleanor Roosevelt a semnat prefața primei ediții americane, deși, potrivit unor surse, nu ar fi scris-o ea.

Cu timpul, unele edituri britanice și americane au început să-și manifeste interesul, iar scriitoarea neerlandezo-americană Dola de Jong a fost propusă ca traducătoare. Otto Frank a purtat negocieri la sfârșitul anului 1950 cu editura britanică Vallentine, Mitchell & Co. din Londra și cu editura americană Little, Brown and Company din Boston, iar în ianuarie 1951 a decis să negocieze separat cu cele două companii și în martie 1951 a renunțat la contractul cu Little, Brown and Company. Manuscrisul a fost dobândit în aprilie 1951 de Francis Price de la editura Doubleday & Company din New York, care nu a fost însă entuziasmat de el și-l considera o carte pentru copii.
În perioada următoare editura Vallentine, Mitchell & Co. din Anglia a semnat un contract cu Barbara Mooyaart-Doubleday (1919–2017), o tânără englezoaică stabilită în 1946 în Țările de Jos împreună cu soțul ei, aviatorul olandez Eduard Mooyaart; ea a fost preferată traducătorilor mai experimentați datorită capacității sale de a capta fluent stilul Annei Frank. Prima ediție în limba engleză a jurnalului a fost tradusă de Barbara Mooyaart-Doubleday și publicată sub titlul Anne Frank: The Diary of a Young Girl, mai întâi, în mai 1952, de editura Constellation Books (Vallentine, Mitchell & Co.) din Londra (Marea Britanie) și apoi, în iunie 1952, de editura Doubleday & Company din New York (SUA). Ediția britanică a fost prefațată de scriitoarea socialistă Storm Jameson, iar ediția americană de Eleanor Roosevelt. Potrivit mai multor surse, prefața ediției americane a fost scrisă însă de Barbara Zimmerman și doar semnată de Eleanor Roosevelt. Versiunea tradusă în engleză conținea pasajele eliminate la cererea editurii Contact, dar le omitea în continuare pe cele pe care Otto Frank le considera plictisitoare sau prea personale. Cartea a avut succes în Statele Unite ale Americii, dar nu și în Marea Britanie, unde nu a reușit să atragă un public, iar în 1953 a fost scoasă din librărie.
În 1989 a apărut versiunea în limba engleză a ediției critice sub titlul The Diary of Anne Frank: The Revised Critical Edition, bazată pe versiunea critică în limba neerlandeză din 1986; aceasta conținea traducerea lui Mooyaart-Doubleday și versiunile A și B ale Jurnalului Annei Frank. O nouă traducere realizată de Susan Massotty pe baza textelor originale necenzurate a fost publicată în 1995 de editura Bantam Books din New York, dezvăluind conștientizarea de către Anne a propriei sexualități și criticile aduse unora dintre adulți, împreună cu care se ascundea.

### Traduceri în limba română
Prima traducere în limba română a jurnalului a fost realizată de scriitorul Constantin Țoiu (1923–2012) după ediția germană apărută sub titlul Das Tagebuch der Anne Frank (Fischer-Bücherei, Frankfurt, 1957); ea a fost publicată în 1959 de Editura Tineretului din București, cu un cuvânt înainte scris de criticul S. Damian. Volumul avea 279 de pagini și o copertă realizată de A. [Ana] Bițan. În cuvântul înainte la această ediție criticul S. Damian evidenția valoarea de simbol a cărții — care dezvăluia „o fațetă dramatică, zguduitoare a consecințelor războiului imperialist” și reamintea „ororile barbariei” în plină perioadă a Războiului Rece — și atrăgea atenția în același timp cu privire la renașterea propagandei fasciste și la ațâțarea pornirilor revanșarde de către guvernele statelor occidentale. Recenzia critică publicată în numărul din noiembrie 1959 al revistei clujene Steaua sublinia caracterul politico-educativ al cărții, autorul considerând că reacțiile vehemente de respingere a cărții de către unele grupuri sociale demonstrau faptul că ideologia fascistă continua să atragă adepți. Importanța publicării acestei cărți era sintetizată astfel într-un articol din revista Călăuza bibliotecarului: „Jurnalul Annei Frank îndeplinește un rol important în lupta pentru apărarea păcii în întreaga lume. Confesiunile fetei de treisprezece ani, al cărei apel către umanitate răscolește toate conștiințiile, reamintește popoarelor ororile barbariei fasciste”.
Versiunea definitivă a Jurnalului Annei Frank (editată de Mirjam Pressler și autorizată de Anne Frank Fonds) a fost tradusă de conf.dr. Gheorghe Nicolaescu (n. 1953), după ediția a 54-a în limba neerlandeză, publicată în anul 2009 de editura Bert Bakker din Amsterdam. Autorul traducerii urmase și absolvise cursurile Facultății de Germanistică (specializarea germană – engleză – neerlandeză) a Universității din Leipzig (1974–1979) și fusese mai întâi profesor de limba germană la Liceul Industrial nr. 15 (azi Colegiul Tehnic de Industrie Alimentară „Dumitru Moțoc”) din București (1979–1980) și Liceul „Gheorghe Lazăr” din București (1980–1991), apoi devenise cadru didactic (asistent – în 1991, lector – în 1994 și conferențiar – în 2009) la Facultatea de Limbi și Literaturi Străine a Universității din București, unde preda cursurile de literatură și cultură germană, literatură și cultură neerlandeză, civilizație neerlandeză, precum și un curs practic de traduceri. Profesorul Nicolaescu obținuse în 1999 titlul de doctor în filologie la Universitatea din București cu teza Georg Büchner und die metaliterarische Reflexion („Georg Büchner și reflectarea metaliterară”) și fusese distins în decembrie 2008 cu Premiul „Fundației pentru Producția și Traducerea Literaturii Neerlandeze” (Nederlands Literair Productie- en Vertalingenfonds) din Amsterdam, decernat anual unui traducător străin care se remarcase prin rezultate prestigioase în activitatea de traducere și promovare a literaturii neerlandeze. El era membru, printre altele, al Asociației Internaționale a Neerlandiștilor (Internationale Vereniging voor Neerlandistiek) și al Asociației Neerlandiștilor din Europa Centrală „Comenius”.
Traducerea lui Gheorghe Nicolaescu a fost publicată în 2011 de Editura Humanitas din București, fiind lansată oficial pe 17 noiembrie 2011 la Godot Cafe Teatru (str. Blănari nr. 14), în prezența Carolinei Seebregts, șefa Departamentului Cultură și Presă al Ambasadei Regatului Țărilor de Jos, a traducătorului Gheorghe Nicolaescu, a Lidiei Bodea, directoarea Editurii Humanitas, și a jurnalistului Cristian Tudor Popescu. Acest volum avea 386 de pagini. Editura Humanitas a reeditat de mai multe ori această carte: ediția a II-a – publicată în 2016 (cu 386 de pagini), ediția a III-a – publicată în 2017 (cu 392 de pagini), ediția a IV-a – publicată în 2021 (cu 392 de pagini), o ediție aniversară cu copertă nouă – publicată în 2022, cu ocazia împlinirii a 75 de ani de la apariția primei ediții în limba neerlandeză (cu 416 pagini) și ediția a VI-a – publicată în 2023 (cu 416 pagini).
O nouă traducere a cărții a fost realizată de prof.dr. Anca Irina Ionescu (n. 1946), după prima ediție în limba neerlandeză (din 1947) și prima ediție în limba engleză (din 1952), și a fost publicată în 2022 de Editura Herald din București sub titlul Jurnalul unei tinere fete într-un volum de 368 de pagini. Autoarea traducerii absolvise cursurile secției de limba cehă a Facultății de Limbi Slave din cadrul Institutului de Limbi Străine din București, ca șefă de promoție, în anul 1968 și lucrase o lungă perioadă ca profesoară de limba cehă la Facultatea de Limbi și Literaturi Străine a Universității București. Anca Irina Ionescu este o poliglotă cunoscută și vorbește fluent nouă limbi străine: franceza, germana, engleza, rusa, polona, ceha, spaniola, italiana și bulgara. În afara activității didactice (ținerea de cursuri și seminarii, elaborarea și publicarea de cursuri, manuale, dicționare și ghiduri de conversație), a lucrat ca traducător-interpret de conferință și a publicat aproape 200 de traduceri literare din 9 limbi (95 din engleză, 26 din cehă, 18 din franceză, 14 din rusă, 14 din poloneză, 11 din spaniolă, 6 din bulgară, 6 din italiană, 3 din slovacă). Printre operele literare pe care le-a tradus în limba română se numără: Doctor Jivago de Boris Pasternak (prima traducere în română, 1991), Cătunul și Orașul de William Faulkner (1998), Fără dogmă. Destinul unui geniu fără portofoliu și Paznicul farului de Henryk Sienkiewicz (2012, respectiv 2021), Paul și Virginia de Bernardin de Saint-Pierre (2013), Cele două Diane de Alexandre Dumas (2015), Amantul Doamnei Chatterley de D. H. Lawrence (2016), O dramă la vânătoare de Anton Cehov (2016), Spovedania, Anna Karenina și Părintele Serghie de Lev Tolstoi (prima în 2016 și următoarele în 2017), Contesa Cosel de Józef Ignacy Kraszewski (2019), Suflete moarte de Nikolai Gogol (2022) etc.

### Alte traduceri
Jurnalul Annei Frank a fost tradus în multe alte limbi printre care:
- cehă (Deník Anne Frankové, 14. června 1942 – 1. srpna 1944, Svobodné Slovo – Melantrich, Praga, 1956; traducere de Gustav Janouch; alte traduceri au fost realizate de Miroslav Drápal – publicată în 1992 sub titlul Deník Anny Frankové –, apoi de Miroslav Drápal și Michaela Jacobsenová – publicată în 2004 sub titlul Deník);[146]
- slovacă (Denník Anny Frankovej, Mladé Letá, Bratislava, 1960; traducere de Margita Valehrachová-Matulayová);[146]
- arabă (يوميات آنا فرانك / Yawmiyāt Āna Frānḳ, Dàr al-našr al-'arabī, Tel Aviv, 1964; traducere de Habib Zidan;[147][148] o altă traducere a fost realizată de Muná Ṣālaḥ și publicată în 2009 sub titlul يوميات آن فرانك / Yawmiyāt Ān Frānḳ de către editura al-Wilāyāt al-Mutaḥidah)[149] etc.

## Autenticitate
Otto Frank a publicat în 1947 jurnalul fiicei sale însoțit de un prolog în care îi confirma autenticitatea. Această informație apare într-un articol publicat în 2015 în ziarul The New York Times: „când Otto Frank a publicat pentru prima dată jurnalul și însemnările fiicei sale, el a scris un prolog în care-i asigura pe cititori că această carte cuprindea în mare parte cuvintele ei”. Deși mai mulți negaționiști ai Holocaustului precum Richard E. Harwood (Did Six Million Really Die?, 1974), David Irving (Hitler und seine Feldherren, 1975), Arthur Butz (The Hoax of the Twentieth Century: The Case Against the Presumed Extermination of European Jewry, 1976), Ditlieb Felderer (Anne Frank's Diary – A Hoax?, 1978) sau Robert Faurisson (Le Journal d’Anne Frank est-il authentique?, 1978; The Diary of Anne Frank – A Forgery, 1985) au susținut că jurnalul Annei Frank era un fals, studiile critice și tehnico-juridice ale textului și manuscrisului original au confirmat autenticitatea lui.

### Contestarea autenticității
După ce jurnalul a devenit cunoscut pe plan mondial la sfârșitul anilor 1950, au apărut mai multe articole și cărți care îi contestau autenticitatea și/sau conținutul său, iar primele critici au fost publicate în Suedia și Norvegia. În noiembrie 1957, Fria Ord („Cuvântul liber”), revista organizației neofasciste suedeze Liga Națională a Suediei, a publicat articolul „Judisk Psyke – En studie kring Anne Frank och Meyer Levin” al criticului literar danez Harald Nielsen, care scrisese anterior articole antisemite despre esteticianul evreu danez Georg Brandes. În acel articol se susținea, printre altele, că versiunea finală a jurnalului a fost scrisă de Meyer Levin. În martie 1958 ziarul norvegian Folk og Land („Neam și țară”) al foștilor colaboratori naziști a susținut că Jurnalul Annei Frank este probabil un fals realizat de Meyer Levin; acest articol a fost publicat parțial o lună mai târziu în traducere germană în revista Europa Korrespondenz din Viena, apoi după încă o lună în revista săptămânală Reichsruf, Wochenzeitung für das nationale Deutschland a partidului german de extremă dreaptă Deutsche Reichspartei (fondat în 1950). Nu s-au luat măsuri legale împotriva acestor articole.

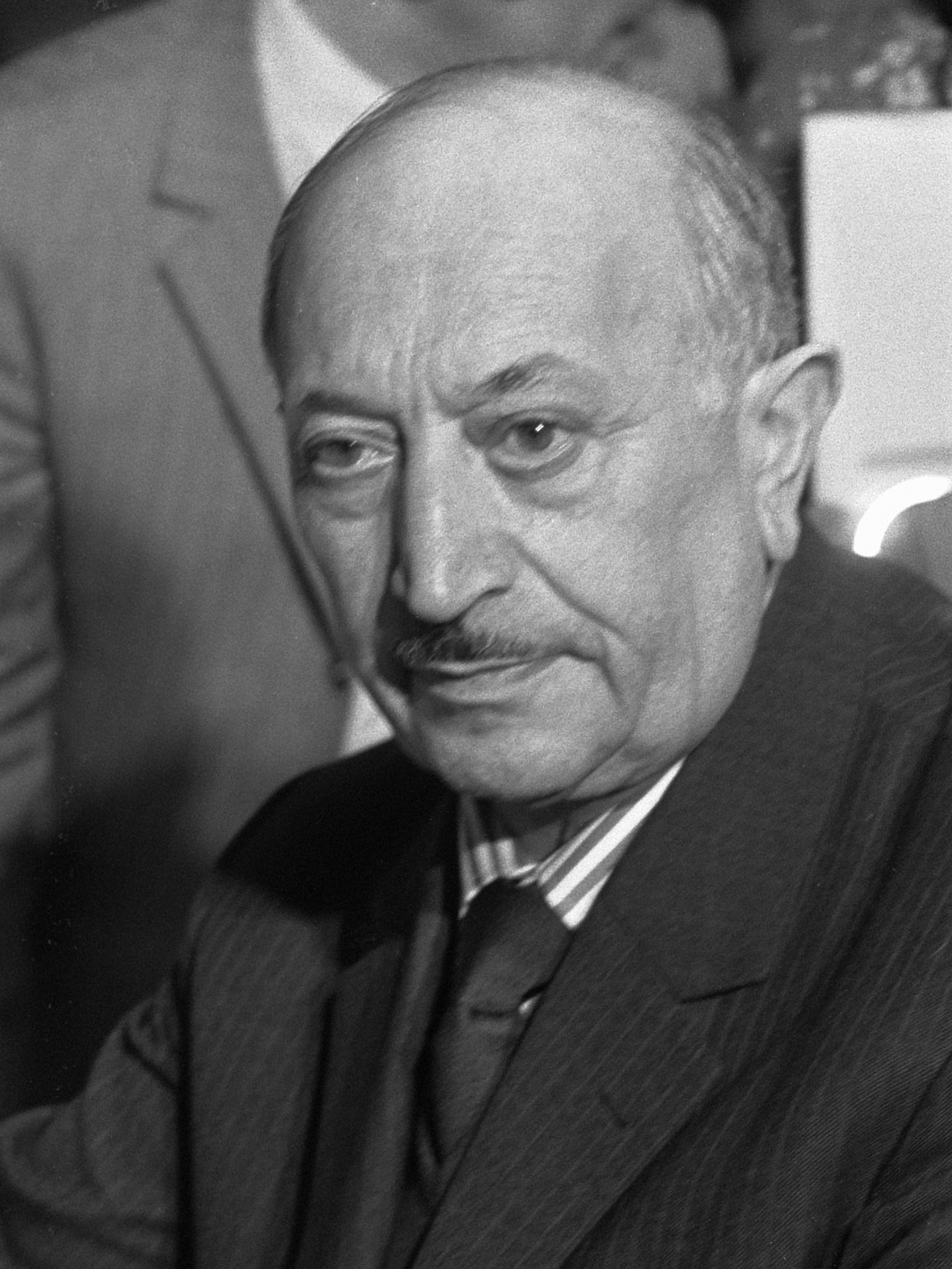
Simon Wiesenthal a fost provocat să dovedească existența Annei Frank...

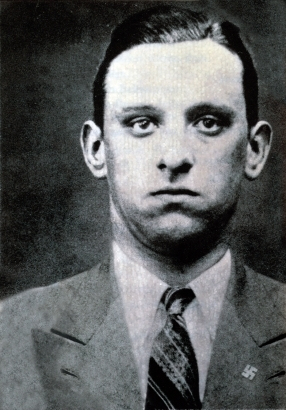
...și l-a găsit pe Karl Silberbauer, polițistul german care a arestat-o

În octombrie 1958 grupuri de tineri austrieci au întrerupt reprezentația piesei Jurnalul Annei Frank de la Landestheater din Linz, strigând că Anne Frank nu a existat niciodată și că jurnalul este un fals înscenat de evrei pentru a stoarce cât mai mulți bani ca despăgubiri. Câteva zile mai târziu, „vânătorul de naziști” Simon Wiesenthal a ținut o conferință despre neonazism la Viena și a fost provocat de tineri să dovedească existența Annei Frank, găsindu-l pe angajatul SD care o arestase. Wiesenthal a început să îl caute pe Karl Silberbauer și, după mai mulți ani de căutări, l-a descoperit în 1963. Când a fost întrebat, Silberbauer a recunoscut că el a fost comandantul echipei care i-a arestat pe cei opt evrei și a identificat-o într-o fotografie pe Anne Frank ca făcând parte dintre cei arestați. Silberbauer a oferit o relatare completă a evenimentelor din timpul arestării, amintindu-și chiar că a golit pe podea o servietă plină de hârtii. Declarația sa a confirmat versiunea evenimentelor care fusese prezentată anterior de martori precum Otto Frank.
Contestatarii jurnalului au continuat să-și exprime opinia că această carte nu a fost scrisă de o adolescentă, ci era un fals bine plăsmuit, iar Otto Frank a fost acuzat de înșelăciune.
La începutul anului 1959 Otto Frank a înaintat o plângere penală pentru calomnie împotriva lui Lothar Stielau (n. 1908), profesor de limba engleză la Oberschule zum Dom din Lübeck, fost membru al NSDAP și SA, fost conducător local al Hitlerjugend și președinte (din 1957) al organizației locale a Deutsche Reichspartei, care publicase la 10 octombrie 1958 o recenzie a piesei Tom Sawyers großes Abenteuer în revista școlară Zeitschrift der Vereinigung ehemaliger Schüler und der Freunde der Oberschule zum Dom e.V. Lübeck în care considera jurnalul publicat ca fiind „un fals”, deoarece nu ar fi jurnalul intim pe care l-ar fi ținut de Anne Frank. Plângerea a fost extinsă și asupra fermierului Heinrich Buddeberg (n. 1893), președintele organizației Deutsche Reichspartei din landul Schleswig-Holstein, care scrisese o scrisoare în sprijinul lui Stielau, ce fusese publicată pe 6 ianuarie 1959 în ziarul Lübecker Nachrichten; el susținea în această scrisoare că autorul jurnalului ar fi scriitorul evreu Meyer Levin. În plus, ministrul educației din landul Schleswig-Holstein a declanșat o cercetare disciplinară împotriva lui Stielau, care a fost suspendat temporar din postul său. Jurnalul a fost examinat de trei experți grafologi, care au comparat manuscrisul cu scrisorile cunoscute că au fost scrise de Anne Frank și au confirmat autenticitatea sa. Judecătorii au declarat în 1960 că jurnalul este autentic și au constatat în 1961 că există motive pentru declanșarea urmării penale. Stielau și-a retras declarația anterioară, afirmând că a fost convins că jurnalul este autentic, iar Otto Frank a renunțat să mai continue procesul.

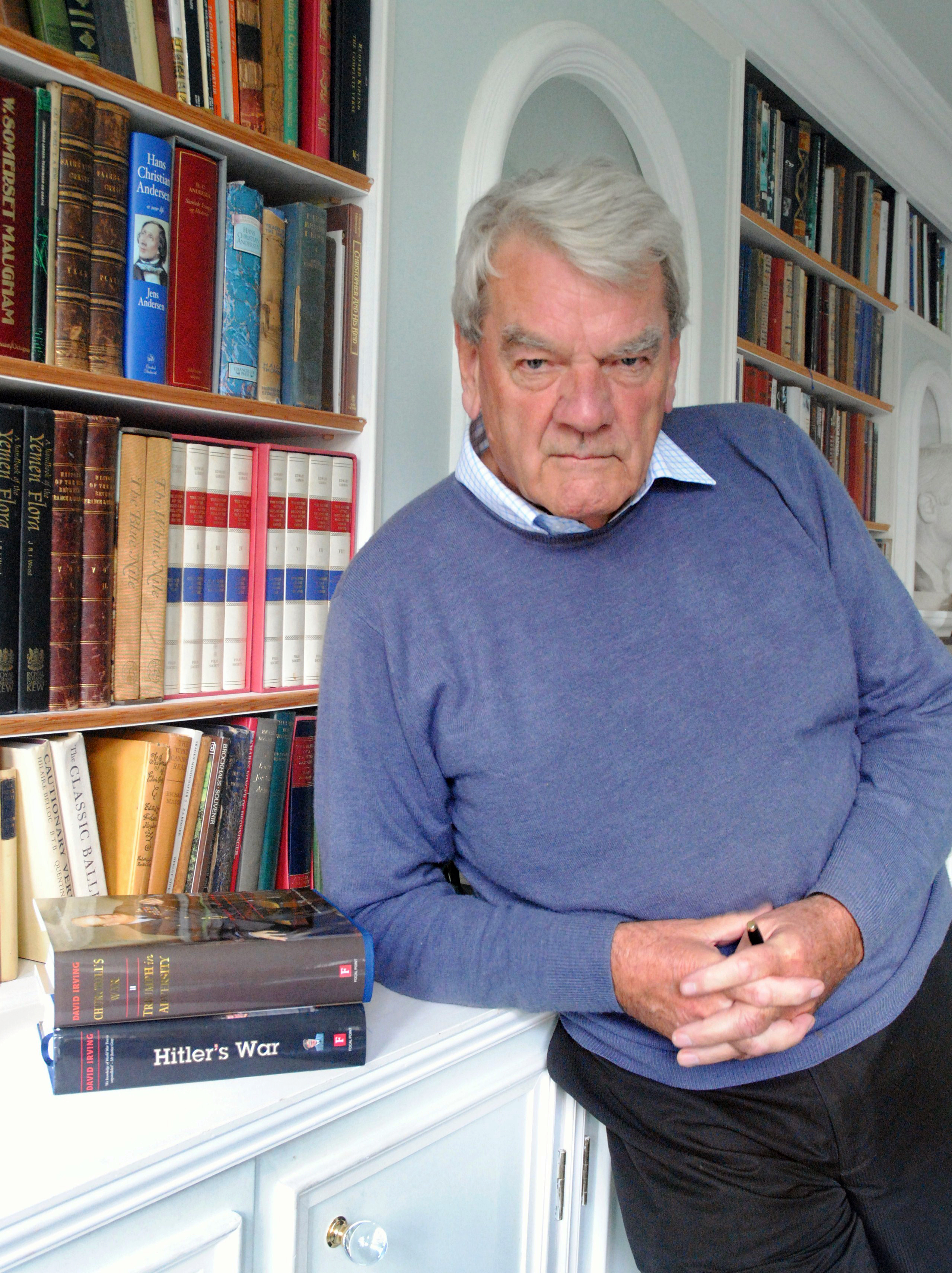
Autorul britanic David Irving, unul dintre cei mai cunoscuți negaționiști ai Holocaustului.

În anul 1975, în introducerea sa la Hitler und seine Feldherren, ediția germană a cărții Hitler's War, autorul britanic David Irving a pretins că Jurnalul Annei Frank nu era autentic, susținând în mod fals că un tribunal din New York a decis că jurnalul era în realitate creația scriitorului american Meyer Levin „în colaborare cu tatăl fetei”. În același an, arhitectul și publicistul german Heinz Roth din Odenhausen, proprietarul unei edituri responsabile pentru tipărirea mai multor scrieri neonaziste, a distribuit două broșuri: Anne Frank’s Tagebuch – eine Fälschung („Jurnalul Annei Frank – un fals”) și Anne Frank’s Tagebuch – Der Grosse Schwindel („Jurnalul Annei Frank – marea înșelătorie”) care contestau autenticitatea jurnalului Annei Frank. Otto Frank a înaintat o plângere penală împotriva lui Roth, iar Tribunalul Districtual Frankfurt a hotărât în iunie 1978 că Roth trebuie să se abțină de la publicarea oricărui alt material care să susțină că jurnalul era un fals, urmând să plătească în caz contrar o amendă maximă de 500.000 de mărci. Roth a făcut apel la Tribunalul Regional din Frankfurt, s-a apărat citând pasaje din lucrările negaționiștilor Harwood, Irving și Butz și a prezentat în apărarea sa un raport intitulat „Jurnalul Annei Frank – este autentic?” scris în limba franceză de profesorul universitar Robert Faurisson (text care a apărut în traducere neerlandeză în 1985, cu titlul schimbat „Jurnalul Annei Frank – un fals”), pe care l-a considerat a fi opinia unui expert. Faurisson discutase cu Otto Frank atunci când s-a documentat pentru scrierea articolului, deși Frank a contestat majoritatea afirmațiilor pe care Faurisson i le-a atribuit. Articolul lui Faurisson punea sub semnul întrebării diferite elemente din Jurnalul Annei Frank, inclusiv utilizarea unui aspirator în perioada cât familia a stat ascunsă. Faurisson a întrebat:
„Aspiratoarele de atunci erau extrem de zgomotoase. Trebuie să întreb: „este credibil?” Întrebarea mea nu este doar o formalitate. Ea nu este retorică. Scopul ei nu este de a uimi. Întrebarea mea este pur și simplu o întrebare. Va trebui găsit un răspuns”.
 Roth a murit în 1978, iar apelul său a fost respins în iulie 1979.
Otto Frank a înaintat în 1976 o plângere împotriva lui Ernst Römer (n. 1904), care distribuise la Hamburg, cu prilejul reprezentării piesei Jurnalul Annei Frank, o broșură intitulată Bestseller – ein Schwindel („Bestseller – o înșelătorie”), în care pretindea că jurnalul este un fals plăsmuit de Meyer Levin. Broșura (care avea doar două pagini) conținea o traducere în limba germană a capitolului „Best-seller – a hoax” din materialul negaționist Did Six Million Really Die? The Truth at Last (1974) scris de Richard E. Harwood. Pe 13 ianuarie 1977 Tribunalul din Hamburg l-a amendat pentru calomnie pe Römer cu 1.500 de mărci germane, iar inculpatul a făcut apel. În cursul audierii din 21 august 1978, un jurnalist pe nume Edgar Geiss (n. 1929) a distribuit aceeași broșură în sala de judecată și s-a început urmărirea penală și împotriva lui. Geiss a fost condamnat la 6 aprilie 1979 la șase luni de închisoare (o sancțiune mai dură deoarece avea câteva condamnări anterioare), a făcut apel, iar, trei luni mai târziu, Tribunalul a decis judecarea celor două cazuri într-un singur proces; Römer nu a mai făcut apel din cauza vârstei înaintate. Biroul Federal de Investigații Criminale din Wiesbaden a fost însărcinat cu obținerea opiniei unui expert sau, dacă era posibil, realizarea unei expertize a materialului scris, iar procesul s-a prelungit mult deoarece s-a așteptat apariția traducerii în limba germană a ediției critice a jurnalului, care a avut loc în anul 1988. Sentința lui Geiss a fost redusă la 150 de zile sau 6.000 de mărci, cu ocazia apelului judecat la 28 martie 1990 de Tribunalul Regional din Hamburg, iar cazul a fost în cele din urmă respins ca urmare a unui recurs judecat la 19 martie 1992, deoarece răspunderea penală s-a prescris.
În 1991 asociația non-profit belgiană Vrij Historisch Onderzoek („Cercetarea istorică liberă”) a publicat o broșură intitulată Het Dagboek van Anne Frank: een kritische benadering (Jurnalul Annei Frank: o abordare critică), în care cei doi autori, negaționiștii Robert Faurisson și Siegfried Verbeke, afirmau că Otto Frank a scris jurnalul. Ei considerau că stilul prozei și scrisul de mână nu erau cele ale unui adolescent, evidențiau prezența mai multor contradicții în jurnal și susțineau că ascunderea în „anexa secretă” ar fi fost imposibilă. În decembrie 1993 Casa Anne Frank din Amsterdam și Fondul Anne Frank din Basel au intentat un proces civil pentru a interzice distribuirea broșurii lui Faurisson și Verbeke în Țările de Jos. Pe 9 decembrie 1998 Tribunalul Districtual din Amsterdam a pronunțat o hotărâre în favoarea reclamanților, a interzis negarea autenticității jurnalului și distribuirea unor astfel de publicații și a stabilit o amendă de 25.000 de guldeni pentru fiecare încălcare constatată a dispozițiilor juridice. Verbeke a făcut apel, dar Curtea de Apel din Amsterdam, care s-a pronunțat în ședința din 27 aprilie 2000, a menținut decizia anterioară, susținând că investigațiile anterioare au dovedit autenticitatea jurnalului.

### Expertize tehnico-juridice
O primă examinare a manuscrisului jurnalului a fost realizată în anii 1959–1960, în cadrul procesului de calomnie intentat de Otto Frank profesorului Lothar Stielau, de către trei experți din Hamburg: specialista în limbile germană și neerlandeză dr. Annemarie Hübner (1908–1996) de la Universitatea din Hamburg și expertele grafologe Minna Becker și Dorothea Ockelmann (ultima dintre ele a fost adăugată grupului de experți de către judecător la o dată ulterioară); după o instruire formală la 13 octombrie 1959 cele trei experte au călătorit la Basel pentru a examina jurnalul și a compara scrisul existent în manuscrisele jurnalului cu o scrisoare din 13 decembrie 1940 și cu două cărți poștale din 25 iulie 1941 și 5 iulie 1942, toate semnate „Anne”. Cele trei experte au confirmat autenticitatea jurnalului: cele două experte grafologe într-un raport din 7 martie 1960 și dr. Hübner într-un raport prezentat o lună mai târziu.
Manuscrisul jurnalului a fost examinat apoi de Biroul Federal de Investigații Criminale al Germaniei (BKA), care a alcătuit un raport de doar patru pagini (datat 28 mai 1980) fără să emită concluzii cu privire la autenticitatea materialului. Investigația a arătat că toate tipurile de hârtie și de cerneală au fost fabricate înaintea anului 1950 și puteau fi utilizate, prin urmare, în perioada 1941–1944. Au fost găsite, intercalate în manuscrisul Annei Frank, două foi scrise cu pixul, iar BKA a afirmat că acestea sunt ulterioare, după 1951, fără a oferi vreo informație pe care s-a bazat această concluzie. Ca urmare a acestor concluzii ambigue, revista germană Der Spiegel a publicat pe 6 octombrie 1980 un articol senzaționalist anonim cu următorul paragraf îngroșat: „Ein Gutachten des Bundeskriminalamts belegt: Im „Tagebuch der Anne Frank” ist nachträglich redigiert worden. Die Echtheit des Dokuments wurde damit weiter in Zweifel gezogen.” (în traducere: „Un raport al Bundeskriminalamt arată: Jurnalul Annei Frank a fost redactat ulterior. Autenticitatea documentului a fost pusă astfel, în continuare, sub semnul întrebării.”). În iulie 2006 Biroul Federal de Investigații Criminale al Germaniei a emis o declarație publică prin care susținea că raportul întocmit în urma investigației din 1980 nu pune la îndoială sub nicio formă autenticitatea jurnalului.

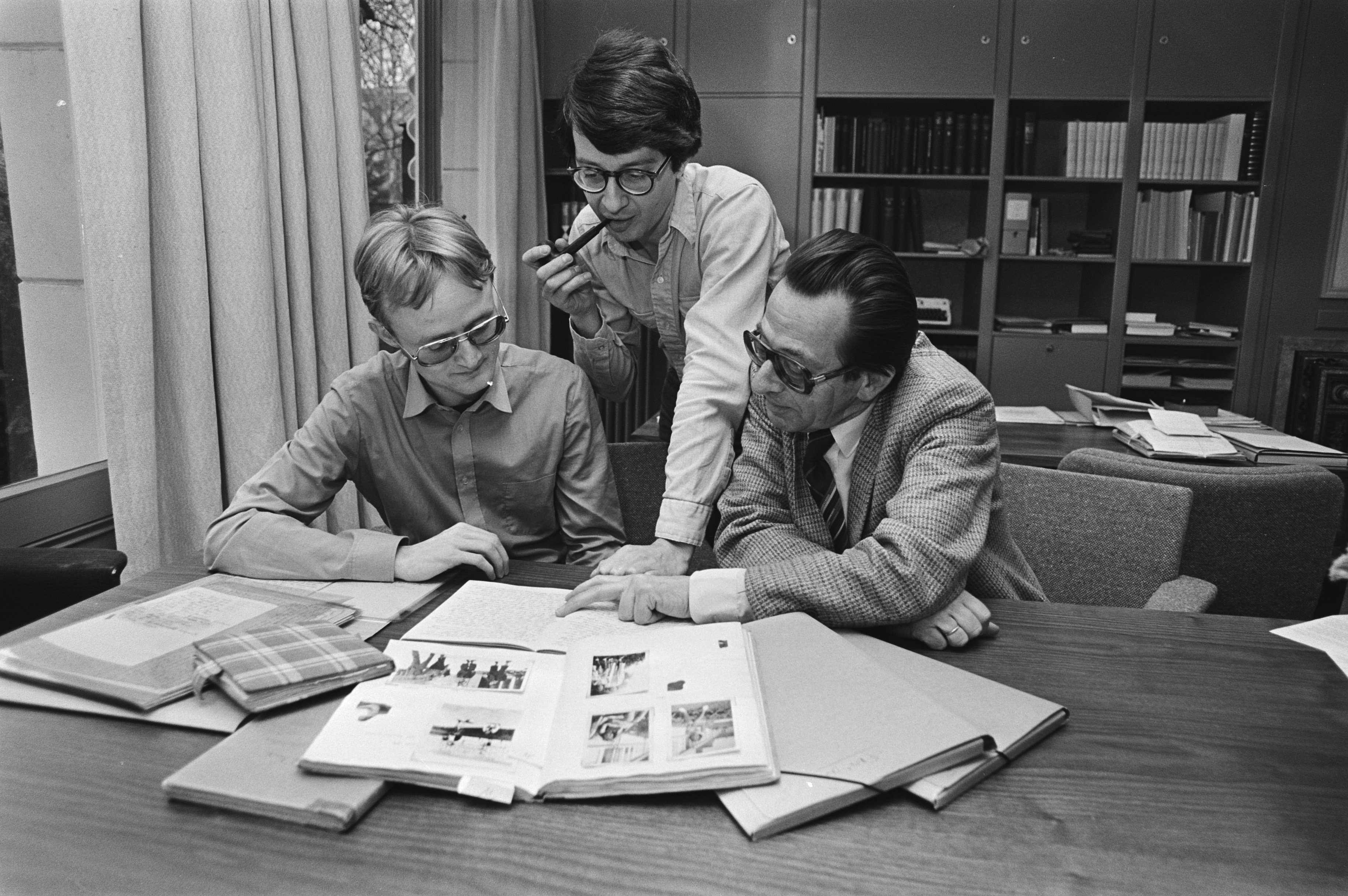
Istoricii neerlandezi Gerrold van der Stroom, David Barnouw și Harry Paape, care au alcătuit ediția critică a jurnalului. Fotografie din 1981.

După moartea lui Otto Frank în august 1980, însemnările originale ale Annei Frank, inclusiv scrisorile și foile volante, au ajuns în posesia Institutului Neerlandez pentru Documentarea Războiului din Amsterdam, fiind donate prin testament. Institutul a comandat în 1986 Laboratorului Criminalistic de Stat al Ministerului Justiției din Țările de Jos efectuarea unui studiu tehnico-juridic al manuscriselor Annei Frank. Compoziția materială a foilor originale și a cernelii, precum și textul manuscris din jurnal și din versiunea rescrisă a acestuia, au fost examinate cu mare atenție. Expertiza manuscriselor ei a presupus compararea transcrierii integrale a însemnărilor originale ale Annei Frank cu notele pe care ea le-a dezvoltat și clarificat pe foi de hârtie în varianta prelucrată a jurnalului și cu ediția finală așa cum a fost pregătită pentru traducerea în limba engleză.
Rezultatele au fost publicate în 1986 într-un raport de peste 250 de pagini: scrisul de mână de pe paginile jurnalului corespundea cu mostrele contemporane ale scrierii de mână a Annei Frank, iar hârtia, cerneala și adezivul din jurnalele și de pe foile volante erau comercializate la Amsterdam în perioada când se presupunea că a fost scris jurnalul. S-a concluzionat că jurnalul este autentic, iar aceste concluzii au fost publicate mai apoi într-o formă prescurtată (63 de pagini) în „Ediția critică” a jurnalului pentru a-i ajuta pe potențialii cititori să-și facă o idee cu privire la descoperirile realizate. Tribunalul Regional din Hamburg a confirmat autenticitatea jurnalului pe 28 martie 1990.
Rezumatul cercetărilor a fost încorporat apoi în ediția critică revăzută a Jurnalului Annei Frank din 2003, cu un raport științific întocmit de editorul H.J.J. Hardy care concluzionează că: „Singurele urme de scrieri cu pixul au fost găsite pe două foi aflate între între paginile desprinse. Graficele VI–I–I și 3 arată modul în care aceste foi au fost plasate în mapele de plastic corespunzătoare. În ceea ce privește conținutul propriu-zis al jurnalului, aceste urme nu au nicio însemnătate. Scrisul de mână de pe foi diferă semnificativ diferit de cel din jurnal”. O notă de subsol aflată dedesubt precizează următoarele: „psihologul și expertul grafolog al Tribunalului din Hamburg Hans Ockelmann menționa într-o scrisoare datată 27 septembrie 1987 către Fondul Anne Frank că mama lui, Dorothea Ockelmann, a scris textele în cauză cu pixul, atunci când ea a lucrat, împreună cu doamna Minna Becker, la examinarea jurnalului”.
Cercetarea științifică a demonstrat că toate însemnările din versiunea publicată erau transcrieri exacte ale notațiilor manuscrise ale Annei Frank, iar versiunea publicată în 1947 este o a treia versiune compusă de Otto Frank din materialele celor două versiuni scrise de Anne Frank: versiune originală (versiunea A) și versiunea prelucrată de Anne (versiunea B). În ciuda acestor concluzii, continuă să apară materiale care contestă autenticitatea jurnalului.

## Proprietatea și dreptul de autor asupra manuscriselor originale

### Situația juridică a manuscriselor după moartea lui Otto Frank
Printr-un testament din 15 decembrie 1978, Otto Frank a donat însemnările originale ale fiicei lui, inclusiv scrisorile și foile volante, către Institutul Neerlandez pentru Documentarea Războiului din Amsterdam. Dreptul de autor aparține, totuși, Fondului Anne Frank, o fundație elvețiană cu sediul la Basel, pe care Otto Frank a înființat-o în 1963 pentru a gestiona drepturile de autor obținute prin publicarea Jurnalului Annei Frank; această fundație este singurul moștenitor al lui Otto Frank după moartea sa în august 1980.
În urma unui acord încheiat între Institutul Neerlandez pentru Documentarea Războiului (NIOD), Academia Regală Neerlandeză de Arte și Științe și Casa Anne Frank, toate manuscrisele originale ale Annei Frank au fost împrumutate pe termen nelimitat Casei Annei Frank. Acordul a fost semnat de toate părțile implicate, inclusiv de ministrul educației, culturii și științei din Țările de Jos, Ronald Plasterk, pe 11 iunie 2009, în ajunul celei de-a 80-a aniversări a nașterii Annei Frank. Toate scrierile originale ale Annei Frank au fost expuse public într-o nouă sală de expoziții organizată în Casa Anne Frank și inaugurată la 28 aprilie 2010 de regina Beatrix a Țărilor de Jos.

### Expirarea dreptului de autor
Potrivit legilor care reglementează drepturile de autor în Uniunea Europeană, ca o regulă generală, drepturile autorilor asupra unei creații intelectuale încetează la împlinirea a 70 de ani de la moartea lor, mai precis la data de 1 ianuarie a anului următor celui în care s-au împlinit cei 70 de ani. Prin urmare, în baza legilor europene și a faptului că Anne Frank a murit în 1945 în lagărul de concentrare Bergen-Belsen, dreptul de autor asupra Jurnalului Annei Frank a expirat la 1 ianuarie 2016. Jurnalul a fost publicat în Țările de Jos în două ediții principale: o ediție parțială în 1947 (conținând părți din ambele versiuni ale scrierii originale ale Annei Frank) și o ediție completă în 1986 (conținând ambele versiuni integrale), drepturile de autor ar fi trebuit să expire inițial nu în anul următor celui în care s-au împlinit 50 de ani de la moartea Annei Frank (1996), ci la 50 de ani de la publicarea cărții (1997 și respectiv 2036), ca urmare a unei prevederi specifice operelor publicate postum.
Când durata drepturilor de autor a fost extinsă la 70 de ani în 1995 – prin punerea în aplicare a directivei UE privind drepturile de autor –, reglementarea specială privind operele postume a fost abrogată, dar dispozițiile tranzitorii au urmărit asigurarea că nu va avea loc scurtarea termenului drepturilor de autor, determinând expirarea termenului legal pentru prima versiune la 1 ianuarie 2016, iar pentru noul material publicat în 1986 în 2036.
Versiunea originală în limba neerlandeză a fost pusă gratuit la dispoziția cititorilor online de Olivier Ertzscheid (lector de științele comunicării și cercetător la Universitatea din Nantes) și de parlamentarul francez de stânga Isabelle Attard.
Fundația elvețiană care deține drepturile de autor a declarat agenției de știri France-Presse (AFP) că le-a trimis o scrisoare celor două persoane sus-menționate, amenințând cu declanșarea unei acțiuni judiciare dacă jurnalul va fi publicat deoarece cartea este o operă postumă, pentru care dreptul de autor se extinde pe durata a 50 de ani de la data publicării, iar ediția critică publicată în 1986 de Institutul Neerlandez pentru Documentarea Războiului (NIOD) se află sub drepturi de autor cel puțin până în 2037. Ambele persoane își anunțaseră intenția din anul anterior și fuseseră avertizați de fundație să nu procedeze astfel, iar Isabelle Attard a afirmat că această declarație a fundației este „un bluff și o pură intimidare”. În plus, Olivier Ertzscheid publicase deja în octombrie 2015 pe site-ul său două versiuni traduse în limba franceză, dar le retrăsese după ce editorii colecției Le Livre de Poche i-au trimis o notificare că dreptul de autor al traducătorilor era încă în vigoare.

### Încercări de extindere a drepturilor de autor
În anul 2015 Fondul Anne Frank a făcut un anunț, așa cum a relatat ziarul New York Times, că Otto Frank nu este doar editorul jurnalului, ci și coautorul legal al acestuia. Potrivit jurnalistului elvețian Yves Kugelmann, membru al consiliului de administrație al fundației, sfatul experților juridici consultați a fost că Otto a creat o nouă lucrare prin editarea, combinarea și eliminarea însemnărilor din ambele versiuni ale jurnalului (care erau incomplete și parțial suprapuse) și transformarea acestora într-un „fel de colaj”, ceea ce a creat un nou drept de autor. Agnès Tricoire, o avocată franceză specializată în drepturile de proprietate intelectuală, i-a răspuns, avertizându-i pe funcționarii fundației că trebuie „să se gândească foarte atent asupra consecințelor”. Ea a adăugat: „Dacă urmăriți argumentele lor, înseamnă că ei au mințit ani de zile cu privire la faptul că el [jurnalul – n.n.] a fost scris doar de Anne Frank”. De asemenea, această interpretare realizată de Fondul Annei Frank a fost contrazisă de Ronald Leopold, directorul Fundației Anne Frank din Amsterdam, care a declarat: „Otto Frank nu este coautorul jurnalelor fiicei sale”.
Fundația elvețiană se bazează, de asemenea, pe faptul că un alt editor, Mirjam Pressler, a revizuit textul și a adăugat 25% mai mult material extras din jurnal pentru o „ediție definitivă” din 1991, iar Pressler era încă în viață în 2015, ceea ce crea un drept de autor nou cu o durată extinsă. Drepturile de autor ale lui Mirjam Pressler au fost transferate Fondului Anne Frank, a afirmat avocatul fundației, Kamiel Koelman. Această mișcare a fost percepută ca o încercare de a extinde termenul legal al drepturilor de autor. Attard criticase această acțiune, considerând-o doar o „chestiune de bani”, iar Ertzscheid a completat, declarând că „el [jurnalul – n.n.] aparține tuturor și fiecare trebuie să-i măsoare importanța”.

## Receptarea operei și valoarea sa universală
În anii 1960 Otto Frank și-a reamintit sentimentele pe care le-a trăit atunci când a citit pentru prima oară jurnalul: „Pentru mine a fost o revelație. Acolo am descoperit o Anne complet diferită față de copilul pe care l-am pierdut. Nu avut nicio idee despre profunzimea gândurilor și sentimentelor ei. Ea a păstrat pentru sine toate aceste sentimente”. Odată cu trecerea timpului, popularitatea jurnalului a crescut, iar în multe școli, în special din Statele Unite ale Americii, a fost inclus ca material didactic, făcând ca numele Annei Frank să fie cunoscut unor generații noi de cititori.
În anul 2009 organizația internațională UNESCO a inclus manuscrisele Jurnalului Annei Frank în Registrul Memoria Lumii a documentelor cu o valoare universală excepțională.

### Calități literare
Jurnalul a fost apreciat, de asemenea, pentru calitatea sa literară, fiind considerat „o scriere extraordinară realizată de o scriitoare extraordinară în circumstanțe extraordinare”. Anne Frank și-a exprimat în câteva rânduri dorința de a deveni scriitoare; astfel, într-o însemnare din 25 martie 1944 ea scrie despre ambiția de a se dedica scrisului: „lui Peter [...] i-am spus, de pildă, că mai târziu vreau să scriu mult. Chiar dacă nu voi fi scriitoare, vreau, pe lângă slujba mea ori alte îndeletniciri, să nu neglijez niciodată scrisul”, pentru ca pe 5 aprilie 1944 să-și exprime dorința de nemurire literară: „O, da, nu vreau să fi trăit degeaba, precum cei mai mulți oameni. Vreau să fiu utilă sau plăcută celor care trăiesc în preajma mea și care totuși nu mă cunosc, vreau să continui să trăiesc, chiar și după ce am murit! Și de aceea îi sunt atât de recunoscătoare lui Dumnezeu că mi-a dat la naștere posibilitatea de a mă dezvolta și de a scrie, deci de a exprima tot ce este în mine!”. Într-o însemnare din 29 martie 1944, Anne Frank vorbește despre publicarea jurnalului, intuindu-i valoarea documentară: „Gândește-te ce interesant ar fi dacă aș publica un roman despre Anexă. Dacă s-ar lua doar după titlu, oamenii ar crede că e vorba de un roman polițist. Dar acum, serios, la vreo zece ani după război, cu siguranță că oamenilor o să li se pară amuzant când li se va povesti despre noi, niște evrei, cum am trăit, cum am mâncat și am discutat aici”. Dorința de publicare devine tot mai puternică așa cum reiese dintr-o însemnare din 11 mai 1944: „în orice caz, după război vreau să public o carte intitulată Anexa, jurnalul îmi va putea servi ca bază”.
Comentând stilul de scriere al Annei Frank, dramaturgul Meyer Levin a lăudat-o pe autoare pentru „întreținerea tensiunii unui roman bine construit” și a fost atât de impresionat de calitatea scrierii încât a colaborat cu Otto Frank la o dramatizare a jurnalului la scurt timp după publicarea lui. Levin a devenit obsedat de Anne Frank, după cum a scris în autobiografia sa The Obsession (1973). Poetul John Berryman considera că Jurnalul Annei Frank este o descriere unică nu doar a adolescenței, ci a „transformării unui copil într-un adult prezentată într-un stil economic, sigur pe sine și precis care uimește prin sinceritatea sa”.
În iunie 1999 revista Time a publicat o ediție specială intitulată „Time 100: The Most Important People of the Century”, în care Anne Frank a fost aleasă printre „eroii și icoanele” secolului al XX-lea. Scriitorul Roger Rosenblatt a remarcat că, în timp ce curajul și pragmatismul ei sunt admirate, capacitatea ei de a se autoanaliza și calitatea scrierii ei sunt elemente cheie ale mesajului ei: „Pasiunile pe care le stârnește cartea sugerează că toată lumea se recunoaște în Anne Frank, că ea s-a înălțat deasupra Holocaustului, iudaismului, copilăriei și chiar a bunătății și a devenit o figură totemică a lumii moderne – spiritul moral individual asediat de mecanismele de distrugere, insistând asupra dreptului de a trăi, de a pune întrebări și de a spera în viitorul ființelor umane. [...] Motivul nemuririi sale era fundamental literar. Ea a fost o scriitoare extraordinar de bună, pentru orice vârstă, iar calitatea lucrării ei părea un rezultat direct al unei atitudini nemilos de sincere”.

### Impact politic

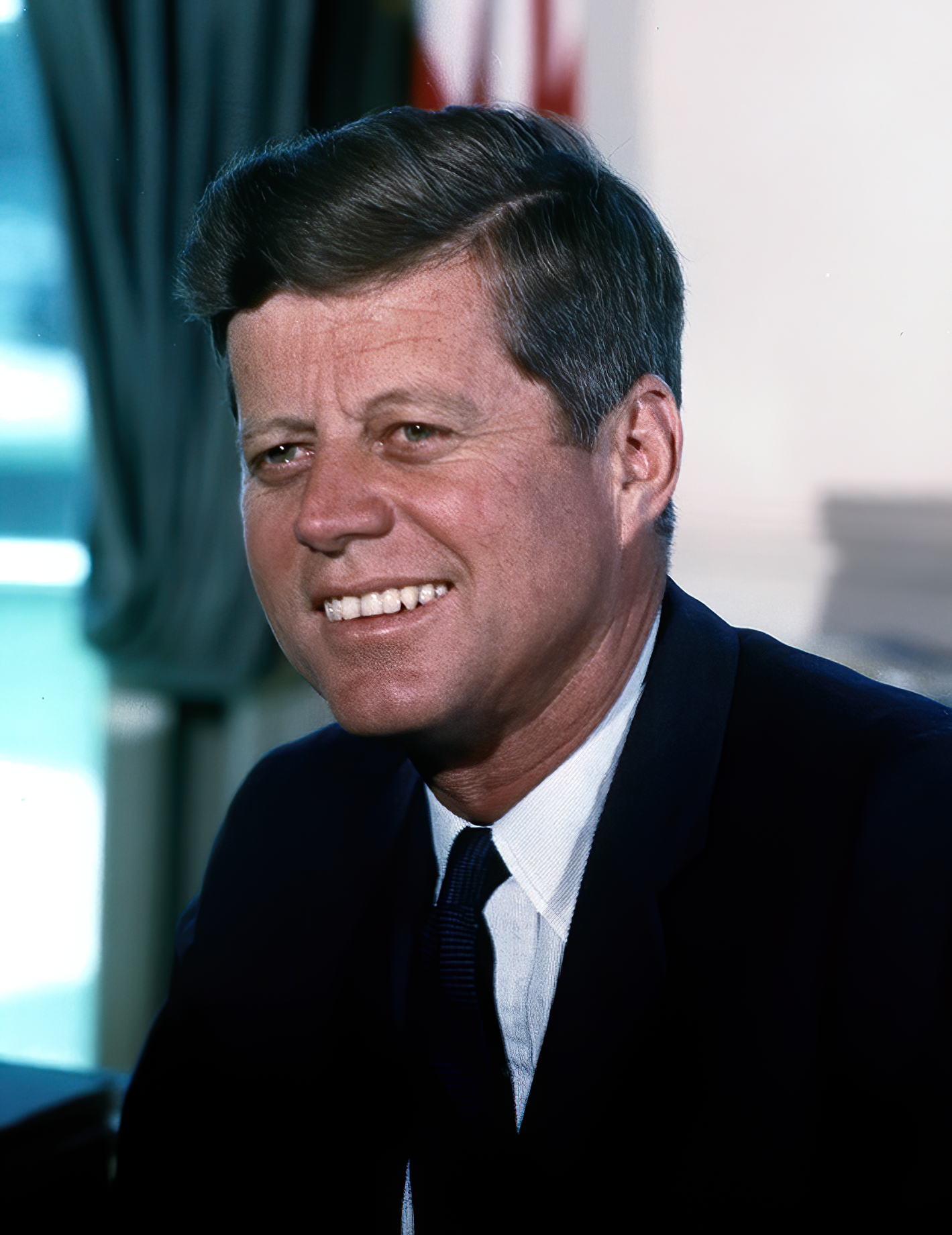
Președintele american John F. Kennedy a evidențiat valoarea mărturiei Annei Frank.

În introducerea ei la prima ediție americană a jurnalului, Eleanor Roosevelt l-a descris ca fiind „unul dintre cele mai înțelepte și mai emoționante comentarii cu privire la război și la impactul acestuia asupra oamenilor pe care l-am citit vreodată”. În prefața primei traduceri în limba rusă realizate de Rita Rait-Kovaleva și publicate în 1960 în URSS, scriitorul sovietic Ilia Ehrenburg a scris despre jurnal astfel: „o voce vorbește pentru șase milioane de oameni – nu vocea unui înțelept sau a unui poet, ci a unei fetițe obișnuite”. John F. Kennedy a menționat-o pe Anne Frank într-un discurs din 1961, în care a spus: „Din multitudinea de oameni care au vorbit de-a lungul istoriei despre demnitatea umană în vremuri de mari suferințe și de pierderi umane, nici o voce nu este mai convingătoare decât cea a Annei Frank”.
Atunci când reputația de scriitoare și de militantă pacifistă a Annei Frank a crescut, ea a fost considerată un simbol al victimelor Holocaustului sau în general al victimelor persecuției politice. Hillary Clinton a citat din jurnal în discursul ei de acceptare a Premiului pentru umanitarism „Elie Wiesel” din 14 aprilie 1994 și a subliniat că Anne Frank „a sunat aceeași alarmă cu propriile ei cuvinte, deschizându-ne ochii față de nebunia indiferenței și de teribilul tribut pe care-l cere tineretului nostru”, asociind vorbele fetei evreice cu plânsetele actuale ale copiilor din Sarajevo, Somalia și Rwanda.

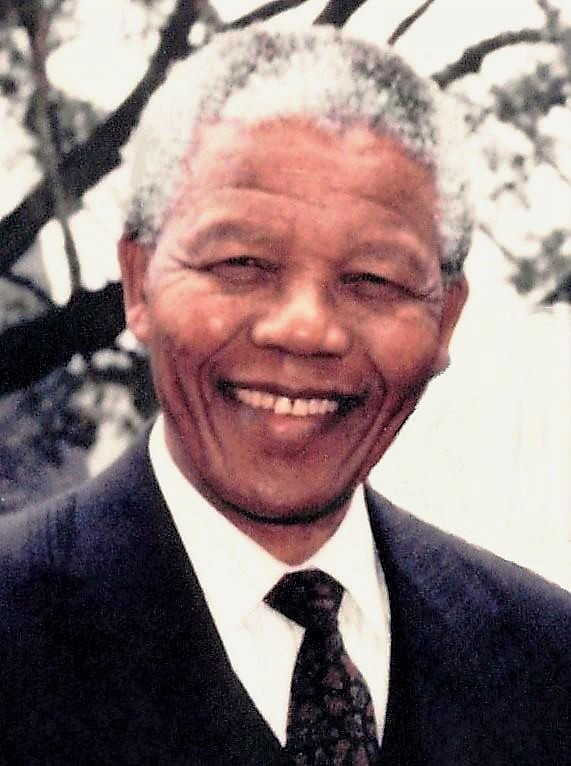
Nelson Mandela a citit cartea în perioada detenției

În 15 august 1994, cu ocazia expoziției itinerante Anne Frank in the World la Johannesburg, președintele sud-african Nelson Mandela a fost distins cu Medalia Anne Frank de către Fundația Anne Frank, afirmând în fața mulțimii prezente că el a citit Jurnalul Annei Frank în timp ce se afla în închisoarea de pe insula Robben și că „noi [prizonierii politici sud-africani – n.n.] am obținut multă încurajare din paginile lui. Ne-a păstrat spiritele puternice și ne-a întărit încrederea în invincibilitatea cauzei libertății și justiției”; el a comparat lupta Annei Frank împotriva nazismului cu lupta lui împotriva apartheidului, trasând o paralelă între cele două filosofii: „Deoarece sunt evident greșite și deoarece au fost, și vor fi mereu, contestate de oameni ca Anne Frank, aceste convingeri sunt condamnate să eșueze”. Tot în 1994 dramaturgul și omul politic ceh Václav Havel a spus că „moștenirea Annei Frank este foarte vie și se poate adresa nouă în totalitate” în legătură cu schimbările politice și sociale care aveau loc în acea perioadă în țările din fostul Bloc răsăritean.
Memorialistul italian Primo Levi (supraviețuitor al lagărului de exterminare de la Auschwitz) a sugerat că Anne Frank este deseori identificată ca unic reprezentant al milioanelor de oameni care au suferit și au murit așa cum a făcut-o ea pentru că „o singură Anne Frank ne emoționează mai mult decât persoanele nenumărate care au suferit exact așa cum a făcut-o ea, dar ale căror fețe au rămas în umbră. Poate că este mai bine așa; dacă am fi capabili să ne încărcăm cu suferințele tuturor acelor oameni, nu am putea să trăim”. În mesajul ei de final la biografia Annei Frank scrisă de Melissa Müller, Miep Gies a exprimat un gând similar, deși a încercat să spulbere ceea ce credea că este o concepție greșită tot mai răspândită potrivit căreia „Anne simbolizează cele șase milioane de victime ale Holocaustului”: „Viața și moartea Annei erau soarta ei individuală, o soartă individuală care s-a produs de peste șase milioane de ori. Anne nu poate și nu trebuie să-i reprezinte pe numeroșii indivizi pe care naziștii i-au jefuit de viața lor... Dar soarta ei ne ajută să înțelegem pierderea imensă pe care lumea a suferit-o din cauza Holocaustului”.

### Acte de vandalism
În 24 iunie 2006 șapte bărbați cu vârsta cuprinsă între 23 și 28 de ani, originari din satele Pretzien și Plötzky din landul Saxonia-Anhalt, au ars în public un exemplar al jurnalului, alături de drapelul Statelor Unite ale Americii, la sărbătoarea solstițiului de vară (Sonnenwendfeier Pretzien 2006), organizată de grupul de extrema dreaptă Heimat Bund Ostelbien. Cei șapte au fost acuzați de incitare la ură rasială și disprețuirea morților și trimiși în judecată în fața tribunalului din Magdeburg. Cinci dintre ei au fost condamnați la nouă luni de închisoare cu suspendare și amendați cu sume cuprinse între 1.300 și 2.200 de euro, în timp ce alți doi au fost achitați din lipsă de probe. Instanța a motivat condamnarea prin faptul că arderea cărții era nu doar un atac la adresa memoriei Annei Frank, ci un atac simbolic îndreptat împotriva tuturor victimelor lagărelor de concentrare naziste, glorificând tirania nazistă și persecutarea evreilor europeni de către cel de-al Treilea Reich. Incidentul a provocat indignare la nivel național și în străinătate, alimentând preocupările legate de răspândirea ideologiei neonaziste în statele mai slab dezvoltate economic din fostul RDG.
Mass-media internațională a raportat că, în februarie 2014, 265 de exemplare ale Jurnalului Annei Frank, precum și alte materiale referitoare la Holocaust au fost vandalizate în 31 de biblioteci publice din Tokyo, Japonia. Centrul Simon Wiesenthal și-a exprimat „șocul și profunda îngrijorare” și, ca răspuns, șeful Secretariatului Guvernului Japoniei Yoshihide Suga a catalogat acest act de vandalism ca „rușinos”. Ambasada Israelului în Japonia, prin ambasadorul Nissim Ben-Shitrit, a donat 300 de exemplare ale Jurnalului Anne Frank pentru a înlocui copiile vandalizate. Un donator anonim cu pseudonimul Chiune Sugihara (un diplomat japonez cunoscut ca „Schindler-ul japonez”) a donat Bibliotecii Centrale din Tokio două cutii de cărți referitoare la Holocaust. După ce atenția mass-mediei a scăzut, poliția a arestat pe 13 martie 2014 un bărbat șomer în vârstă de 36 de ani suspectat pentru aceste distrugeri. În iunie 2014 procurorii japonezi au decis să nu-l trimită în judecată pe suspect, deoarece acesta din urmă a fost găsit iresponsabil din punct de vedere psihic.

### Contestații și interdicții
O ediție completă a Jurnalului Anne Frank a fost publicată în Statele Unite ale Americii în 1995. Această versiune includea descrierea explorării de către Anne a propriilor organe genitale și a confuziei sale cu privire la relațiile sexuale și la nașterea copiilor, un pasaj care fusese anterior eliminat de Otto Frank.
În anul 2010 inspectoratul școlar din comitatul Culpeper, Virginia a interzis repartizarea în școli și folosirea în clase ca material didactic a „ediției definitive” a cărții Anne Frank: The Diary of a Young Girl din cauza „plângerilor legate de conținutul sexual și de temele homosexuale”. Această versiune „include pasaje excluse anterior din ediția originală citită pe scară largă... Unele pasaje suplimentare detaliază dorințele ei sexuale; altele includ descrieri dezonorante ale mamei ei și ale altor persoane alături de care locuia”. După examinare, s-a decis ca versiunile mai noi să rămână în bibliotecă, iar versiunea mai veche să fie folosită în clase ca material didactic.
În 2013 a izbucnit o controversă similară într-o școală din Northville, Michigan, din cauza prezenței unor pasaje explicite despre sexualitate. Mama unei eleve de clasa a VII-a a înaintat în martie 2003 o plângere oficială în care a susținut că Jurnalul Annei Frank conține un „material nepotrivit” pentru copii, iar unele porțiuni ale cărții sunt „destul de pornografice”. Jurnalista Emer O'Toole de la The Guardian a remarcat că „trăim într-o societate în care tinerele femei sunt învățate să se rușineze de schimbările pe care le suferă corpurile lor la pubertate – să fie secretoase și chiar să pretindă că ele [schimbările fiziologice – n.n.] nu există”.
Organizația American Library Association a declarat că au existat șase contestații la adresa cărții în Statele Unite ale Americii din 1990, an în care a început să monitorizeze reclamațiile scrise privind restricționarea sau interzicerea accesului la cărți, și „majoritatea îngrijorărilor erau legate de materialul sexual explicit”.
În anul 2009, la solicitarea organizației paramilitare și politice Hezbollah, a fost eliminat din programa școlară libaneză un manual care conținea un pasaj din Jurnalul Annei Frank, manual folosit de o școală particulară de limba engleză din Beirut. Gruparea paramilitară sus-menționată susținea că textul menționat înfățișa persecuția evreilor, promovând astfel sionismul, în timp ce școlile libaneze ignorau „tragedia poporului libanez, tragedia poporului palestinian... tragedia poporului din sud aflat sub ocupație sionistă”.

### Ofensă
Ca răspuns la Scandalul caricaturilor cu Mahomed generat de publicarea la 30 septembrie 2005 a unor caricaturi ofensatoare la adresa Islamului în ziarul danez Jyllands-Posten, Liga Arabă Europeană a postat deliberat în februarie 2006 pe situl său niște caricaturi antisemite, inclusiv una în care Anne Frank era în pat cu Adolf Hitler, iar Führer-ul îi spunea: „Scrie asta în jurnalul tău, Anne!”. Titlul caricaturii făcea aluzie la Marc Dutroux, criminalul sexual belgian care, împreună cu un complice, a violat, torturat și ucis mai multe fete între anii 1995 și 1996.

## Adaptări
Jurnalul a fost adaptat de mai multe ori pentru spectacole teatrale, filme și miniserii de televiziune, documentare TV, un spectacol de balet, benzi desenate și anime-uri.

### Piese de teatru

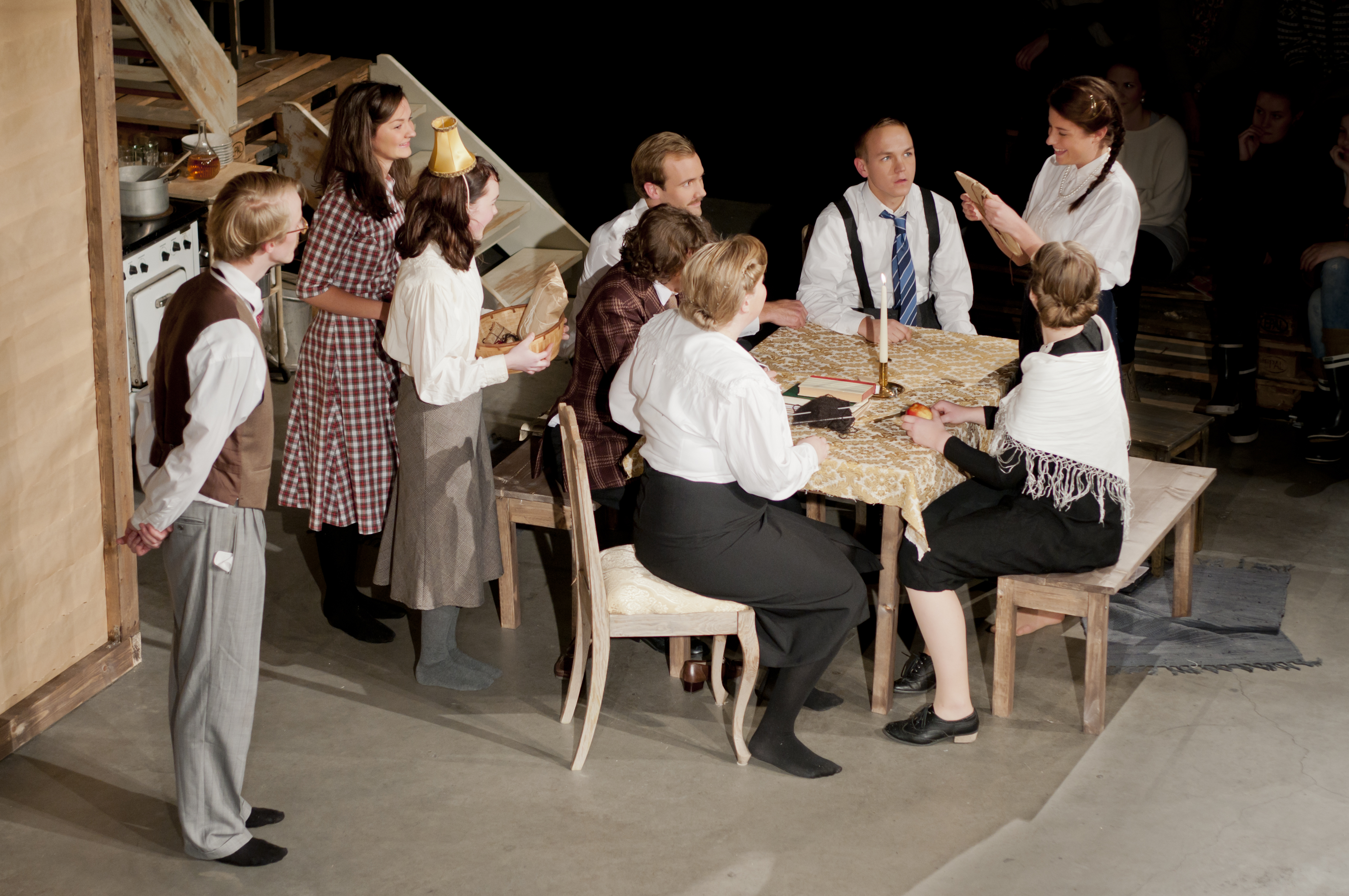
Reprezentație a piesei la Bergen (Norvegia).

Prima dramatizare a jurnalului a fost realizată de romancierul evreu american Meyer Levin, dar aceasta nu a fost reprezentată teatral; pornind de la aceasta, la cererea American Jewish Committee, Levin a scris o dramatizare radiofonică de 25 de minute care a fost difuzată de CBS News Radio pe 18 septembrie 1952, în ajunul sărbătorii Roș Hașana, și a fost lăudată de critici și de auditori.
În noiembrie 1952 a avut loc o reprezentație a unei piese de teatru TV cu durata de 30 de minute în cadrul Frontiers of Faith, un serial ecumenic prezentat duminica de rețeaua de televiziune NBC.
Albert Hackett și Frances Goodrich, un cuplu căsătorit de scenariști de succes, au fost angajați să scrie o dramatizare a jurnalului și au realizând opt versiuni înainte ca piesa lor să fie acceptată, lungind și chiar inventând episoade inedite în acest proces. Adaptarea teatrală a fost reprezentată pe scenele teatrelor de pe Broadway începând din 1955 și a fost distinsă în 1956 cu Premiul Pulitzer pentru dramaturgie. Premiera piesei a avut loc pe 5 octombrie 1955 pe scena Cort Theatre din New York, cu Susan Strasberg în rolul principal. Piesa a avut un succes uriaș, fiind reprezentată în sute de reprezentanții pe scenele teatrelor din întreaga lume. Criticii israelieni au considerat reprezentațiile piesei „un sacrament, o rugăciune și un recviem”, în timp ce jurnalistul neerlandez Ian Buruma nu s-a sfiit să afirme că „Anne Frank a devenit mai mult decât o scriitoare și mai mult decât o victimă a Holocaustului... Ea a devenit o figură aproape sacră, o Sfântă Ursula evreică, o Ioană d'Arc olandeză, un Cristos femeie”.
Pornind de la adaptarea realizată de Hackett și Goodrich, dramaturga americană Wendy Kesselman a realizat în 1997 o nouă adaptare care a inclus materialul eliminat de Otto Frank pentru prima versiune publicată. Piesa a fost reprezentată pe Broadway în același an, având-o pe Natalie Portman în rolul principal.
Cu acordul Fondului Anne Frank, dramaturgul și romancierul franco-belgian Éric-Emmanuel Schmitt a realizat o nouă adaptare a jurnalului într-o piesă de teatru intitulată Le journal d'Anne Frank. Prima reprezentație a piesei a avut loc în 5 septembrie 2012 pe scena teatrului parizian Rive Gauche.

### Filme

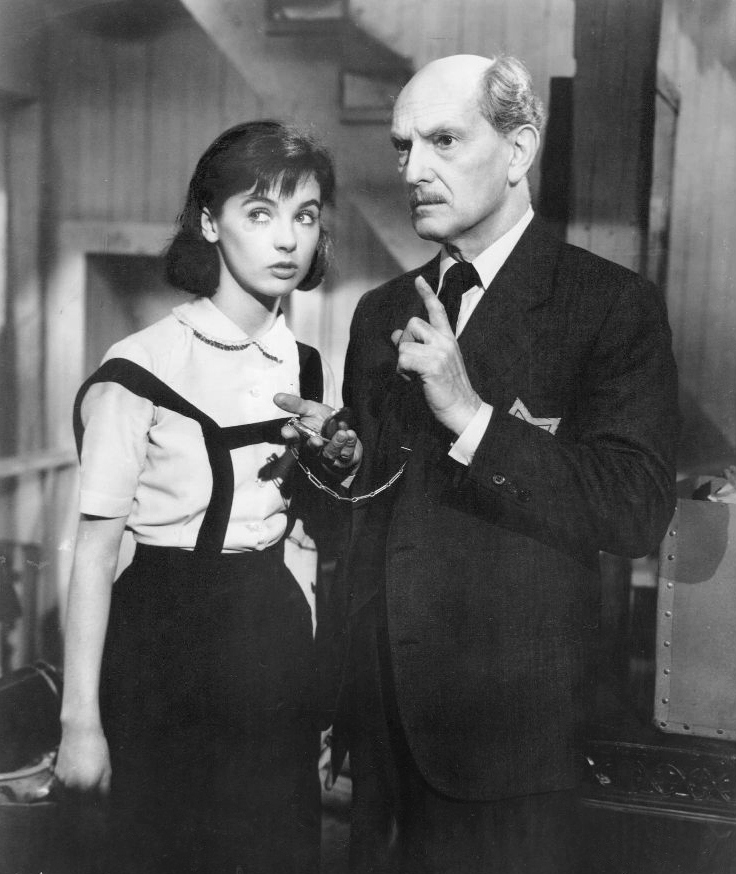
Millie Perkins în rolul Annei Frank și Joseph Schildkraut în rolul lui Otto Frank.

Aceiași Hackett și Goodrich au scris, pe baza acestei piese, scenariul filmului The Diary of Anne Frank (1959), regizat de George Stevens. Filmul, alb-negru și cu o durată de 170 de minute, i-a avut ca interpreți pe Millie Perkins (Anne Frank), Joseph Schildkraut (Otto Frank), Gusti Huber (Edith Frank), Shelley Winters și Lou Jacobi (soții van Daan), Diane Baker (Margot Frank), Ed Wynn (dl. Dussell), Richard Beymer (Peter van Daan) ș.a. La acea vreme era una dintre primele reprezentări cinematografice hollywoodiene ale Holocaustului și a fost nominalizat la opt premii Oscar: cel mai bun film, cel mai bun regizor (George Stevens), cel mai bun actor în rol secundar (Ed Wynn), cea mai bună actriță în rol secundar (Shelley Winters), cea mai bună imagine în alb-negru (William C. Mellor), cele mai bune decoruri într-un film alb-negru (George W. Davis și Stuart A. Reiss; Walter M. Scott și Lyle R. Wheeler), cele mai bune costume într-un film alb-negru (Charles LeMaire și Mary Wills) și cea mai bună coloană sonoră într-un film dramatic sau comic (Alfred Newman), câștigând trei dintre ele (cea mai bună actriță în rol secundar, cea mai bună imagine în alb-negru și cele mai bune decoruri într-un film alb-negru). Actrița Shelley Winters, interpreta Petronellei Van Daan, și-a donat statueta ulterior Casei Anne Frank din Amsterdam.
Filmul lui George Stevens a fost nominalizat și la alte premii prestigioase (inclusiv Globul de Aur), dar a pierdut la cele mai prestigioase categorii (cel mai bun film și cel mai bun regizor) în competiția cu filmul Ben-Hur (1959) al lui William Wyler. Succesul critic și comercial al filmului a determinat-o pe biografa Melissa Müller să scrie mai târziu că dramatizarea „a contribuit major la romanticizarea, sentimentalizarea și universalizarea poveștii Annei”.
Miniseria de televiziune Anne Frank: The Whole Story (2001) este inspirată din biografia neautorizată Anne Frank: The Biography scrisă de Melissa Müller și nu din jurnal, deoarece Fondul Anne Frank a refuzat să acorde dreptul de ecranizare a jurnalului în urma unor neînțelegeri cu privire la reprezentarea Annei Frank. Filmul a fost regizat de Robert Dornhelm și îi are în rolurile principale pe Hannah Taylor-Gordon (Anne Frank) și Ben Kingsley (Otto Frank); el a fost difuzat în premieră de ABC în zilele de 20 și 21 mai 2001, fiind bine primit și câștigând Premiul Emmy pentru cea mai bună miniserie. Acțiunea filmului este extinsă, începând din 1939 și încheindu-se în 1945 în lagărul de concentrare Bergen-Belsen cu imaginea unei Anne flămânde și disperate, privind cerul printr-o gaură din acoperișul barăcii. Chiar dacă nu folosește niciun cuvânt din jurnal, filmul conține imagini inspirate din el. În opinia lui Oren Baruch Stier, profesor de studii iudaice la Florida International University, acest film „încearcă să o elibereze pe Anne de sentimentalism și de beatificare, prezentarea acestui joc pătimaș brutal îi demonstrează vulnerabilitatea și îi extinde rolul de martor al Holocaustului dincolo de marginile jurnalului”.
Versiunea realizată de BBC, The Diary of Anne Frank (2009), a fost o miniserie regizată de Jon Jones care s-a inspirat din textele integrale publicate în ediția critică a jurnalului și a oferit o imagine mai umană a Annei, fără a renunța la imaginea copilului martir, dar acordând o atenție considerabilă sexualității ei.

### Operă
Compozitorul evreu rus Grigori Frid a compus în 1969 o monodramă muzicală intitulată Jurnalul Annei Frank (în rusă Dnevnik Annî Frank), care a fost reprezentată pentru prima dată în 1972 cu acompaniament la pian în Casa Unională a Compozitorilor de la Moscova, iar în Statele Unite ale Americii în 1978 la Syracuse University.

### Benzi desenate și filme de animație
Una din primele adaptări ale jurnalului într-un film de animație a fost anime-ul Anne no Nikki (1995) al cineastului japonez Akinori Nagaoka.
În anul 2010 a apărut o adaptare grafică a jurnalului intitulată Anne Frank: The Anne Frank House Authorized Graphic Biography și realizată de americanii Sid Jacobson și Ernie Colón și publicată de editura Hill & Wang în SUA și de Uitgeverij Luitingh în Țările de Jos.
Fondul Anne Frank i-a propus în 2013 regizorului israelian Ari Folman (fiul unor supraviețuitori ai Holocaustului care fuseseră deportați în septembrie 1944 la Auschwitz și autor al filmului documentar de animație Vals cu Bashir (2008)) să realizeze o adaptare a jurnalului într-un roman grafic, care să fie mai accesibil publicului tânăr. După ce inițial a refuzat considerând că sarcina încredințată este prea riscantă, Ari Folman l-a contactat pe ilustratorul David Polonsky și împreună au realizat un album de benzi desenate de 160 de pagini, care a fost lansat în 2017 în mai multe țări.
Ari Folman a primit, de asemenea, însărcinarea să realizeze o adaptare a jurnalului într-un film de animație, a cărui acțiune să fie narată de Kitty, nume pe care Anne Frank îl dăduse jurnalului ei promovat la rangul de prietenă. Prin intermediul destinului tragic al Annei Frank urma să se facă referire la un subiect contemporan: Criza refugiaților. Folman a colaborat din nou cu regizorul de animație Yoni Goodman (cu care mai lucrase la Vals cu Bashir) și a realizat un film de animație destinat adolescenților în care Kitty (prietena imaginară a Annei) se materializează în Amsterdamul contemporan și încearcă să afle ce s-a întâmplat cu creatoarea sa, ocazie cu care este reamintit mesajul Annei de ajutorare a persoanelor aflate în nevoi. Filmul lui Folman, intitulat Unde este Anne Frank? (Where is Anne Frank?) și cu o durată de 99 de minute, a fost difuzat în premieră la 9 iulie 2021 la Festivalul Internațional de Film de la Cannes (în afara competiției).

### Dispută cu privire la dreptul de autor și la dreptul de proprietate
- en  Matt Lebovic (18 decembrie 2014). „A most unseemly battle over the legacy of Anne Frank (In feud with Amsterdam museum, copyright holders are using final year before diaries enter the public domain to push a play, a TV docudrama, films, apps and an archive)”. Jewish Times.
- en  Joe Mullin (16 noiembrie 2015). „Anne Frank foundation moves to keep famous diary copyrighted for 35 more years”. Accesat în 17 noiembrie 2015.

### Ediții ale jurnalului
- en  Anne Frank (1995) [1947],  Frank, Otto H.; Pressler, Mirjam, ed., Het Achterhuis [The Diary of a Young Girl – The Definitive Edition] (în neerlandeză), Susan Massotty (traducere), Doubleday, ISBN 0-385-47378-8; această ediție, o nouă traducere, include materiale excluse din edițiile anterioare.
- en  Anne Frank; Eleanor Roosevelt (introducere); B.M. Mooyaart (traducere), Anne Frank: The Diary of a Young Girl, Bantam Books, New York, 1993. ISBN: 0-553-29698-1 (paperback). (traducerea originală din 1952)
- en  Harry Paape, Gerrold Van der Stroom și David Barnouw (introducere); Arnold J. Pomerans, B. M. Mooyaart (traducători); David Barnouw și Gerrold Van der Stroom (editori), The Diary of Anne Frank: The Critical Edition, ediție îngrijită de Institutul Neerlandez pentru Documentarea Războiului, Doubleday, 1989.
- en  Otto H. Frank și Mirjam Pressler (editori); Susan Massotty (traducător), The Diary of a Young Girl: The Definitive Edition, Doubleday, 1991.
- en  Anne Frank și Netherlands State Institute for War Documentation, The Diary of Anne Frank: The Revised Critical Edition, Doubleday, New York, [1989], 2003. ISBN: 978-0-385-50847-6.

### Adaptări
- en  Sid Jacobson; Ernie Colón (aprilie 2010). A Graphic Biography: The Anne Frank Diary. Amsterdam: Uitgeverij Luitingh.

### Alte scrieri ale Annei Frank
- en  Anne Frank, Tales from the Secret Annex: Stories, Essay, Fables and Reminiscences Written in Hiding (1956, ediție revăzută în 2003)

### Istoria publicării
- nl  Lisa Kuitert, De uitgave van Het Achterhuis van Anne Frank, în De Boekenwereld, vol. 25.

### Biografie
- en  Miep Gies și Alison Leslie Gold, Anne Frank Remembered: The Story of the Woman Who Helped to Hide the Frank Family, 1988. ISBN: 0-671-66234-1 (paperback).
- en  Willy Lindwer, The Last Seven Months of Anne Frank, Anchor, 1992. ISBN: 0-385-42360-8 (paperback).
  - ecranizat ca Laatste Zeven Maanden van Anne Frank (titlu în limba română: Ultimele șapte luni ale Annei Frank) în 1988, regizat de Willy Lindwer.
- en  Rian Verhoeven, Ruud Van der Rol, Anna Quindlen (introducere), Tony Langham (traducător) și Plym Peters (traducător), Anne Frank: Beyond the Diary – A Photographic Remembrance, Puffin, 1995. ISBN: 0-14-036926-0 (paperback).
- en  Hannah Goslar și Alison Gold, Memories of Anne Frank: Reflections of a Childhood Friend, Scholastic Paperbacks, 1999. ISBN: 0-590-90723-9 (paperback).
- en  Pinaki Roy, „Memories Mean More to Us than Anything Else: Remembering Anne Frank's Diary in the 21st century”, în The Atlantic Literary Review Quarterly (ISSN 0972-3269; ISBN: 978-81-269-1057-1), nr. 9 (3), iulie–septembrie 2008, pp. 11–25.
- en  Lawrence Graver, An Obsession with Anne Frank: Meyer Levin and the Diary, University of California Press, 1995.
- en  Carol Ann Lee, Roses from the Earth: The Biography of Anne Frank, Penguin Books, 1999.
- it  Guia Risari, La porta di Anne, Mondadori, 2016. ISBN: 978-88-04-65888-7
- en  Jacqueline van Maarsen, My Name Is Anne, She Said, Anne Frank, Arcadia Books, 2007.

## Legături externe
- Despre Jurnalul Annei Frank
- Manuscrisele Annei Frank
- Expoziție on-line a manuscriselor Annei Frank